# 栄養素 (植物)
植物生理学における栄養素には、必須栄養素（ひっすえいようそ、英: essential nutrient）と有用栄養素（ゆうようえいようそ、英: beneficial nutrient）の2種類が存在する。必須栄養素とは、植物が生長するために、外部から与えられて内部で代謝する必要がある元素である。対して有用栄養素とは、植物の正常な生長に必ずしも必要ではないが、施用することで生長を促進したり収量を増加させたりする栄養素である。
ダニエル・イズラエル・アーノンは植物の必須栄養素を、その元素がないことにより植物がその生活環を全うできないもの、と定義した。後に、エマニュエル・エプスタイン [英: Emanuel Epstein] は、植物の生育に必須な成分や代謝物を構成することも、必須元素の定義であると提案した。

## 分類
現在、植物一般の必須栄養素として以下の17元素が知られている。これらは、一般に植物の要求量が大きい多量要素（植物組織の乾燥重量の0.2%以上）と、小さい微量要素（同0.02%以下）に大別されている。
- 多量要素 [英: macronutrient]
  - 多量一次要素 [英: primary macronutrient]：炭素 (C)、水素 (H)、酸素 (O)、窒素 (N)、リン (P)、カリウム (K)
  - 多量二次要素 [英: secondary macronutrient]：カルシウム (Ca)、硫黄 (S)、マグネシウム (Mg)
- 微量要素 [英: micronutrient, trace mineral]：ホウ素 (B)、塩素 (Cl)、マンガン (Mn)、鉄 (Fe)、亜鉛 (Zn)、銅 (Cu)、モリブデン (Mo)、ニッケル (Ni)

必須栄養素のうち、CとOとHを除いたものを無機栄養素 [英: mineral nutrition] という。無機栄養素が植物に吸収されるとき、その形態はほとんどの場合、水に溶けた水溶性の無機塩である。この無機塩の形態をその無機栄養その可給態と呼ぶ。可給態はその植物の支持体（土壌や栽培用の培地など）から根によって植物体へと吸収される。無機栄養素に対して、それ以外の必須栄養素であるCとOとHでは、植物による被吸収形態は大気中の二酸化炭素および水分子である（無機塩ではない）。CとOとHは、植物の生育において無機塩として土壌や培地に存在する必要がない。
肥料成分にNとPとKの3栄養素は最も大量に必要であり、この3要素を肥料の三要素 [英: three major nutrients] という。
何が必須栄養素となるかは、植物種間はもちろん、同種クローンの個体間でさえ異なる。必須栄養素の存在量が不足でも過剰でも植物に障害は現れる。また、ある必須栄養素量が低水準であるとき、他の必須栄養素の存在量は相対的に大きくなり、その過剰障害が現れることがある。例えば、硫酸イオンSO42−が不足しているとき、硝酸イオンNO3−などの他の要素の取り込みは影響を受ける。また、カリウムイオンK+の取り込みはアンモニウムイオンNH4+の存在量に左右される。

## 分布
普通、世界中の土壌は、人為的に肥料を与えずとも植物に十分な量のすべての必須栄養素を供給する。が、一般的に肥料の供給（施肥）は植物の更なる生長と収量の増大をもたらす。また、大部分の作物において収量はその作物が吸収した肥料成分の量に比例して増加する。一方で、ほとんどの場合、作物は、与えられた肥料から栄養を半分ほどしか利用できない。
生物の死骸やその他環境中に放出された有機物が微生物の分解作用を受けて難生分解性物質の土壌中の堆積物となった腐植土は、必須栄養素を長期間にわたって持続的に植物へ供給し続ける。

## 取り込み
植物は根と葉から外界の栄養素を取り込む。根は、土壌溶液中に溶けている栄養素や水分を吸収し、導管液に溶解させて導管を通じて地上部の各組織へと輸送する。分配後も、師管を通って別の組織に再輸送されることもある。一方、葉は大気中から二酸化炭素を取り込み、それを基質として糖やアミノ酸を合成する。これらの生産物も輸送され、根や子実へと蓄積される。根や葉におけるこれら全ての過程において、植物細胞膜上に存在する無数の膜輸送体が関与する。膜輸送体は特定の化合物のみを選択し、外界から細胞内へ、細胞から別の細胞へ、あるいは植物体内の管から／への輸送の通り道となる。
一部の植物は特定の物質を全くあるいは限定的にしか取り込まない。例えば、ハンノキの枝は一般的にモリブデンを蓄積するが、砒素は取り込まない。一方で、トウヒの樹皮はこれと逆の性質を持つ。
寄生植物や食虫植物といった、他の生物から栄養素を取り込む植物も存在する。

### 根による取り込み
根は植物の地上部を支えるとともに、その支持体から栄養素と水分を吸収する。支持体は、土壌や水耕栽培用養液、あるいは水生植物であれば水、特殊な例では気耕栽培システム により霧状の養液が充満した空気中である。吸収する栄養素は部位によって異なるが、ほとんどの必須栄養素の取り込みは根毛細胞のプロトンポンプで行われている。根毛のプロトンポンプは、水素イオン (H+) を負に荷電した土壌粒子へ供給し、その際に生じるエネルギーにより、無機塩のカチオンである栄養素を植物体へと送り込む。特にカリウムの吸収には根毛が大きく寄与する。しかし、すべての栄養素の取り込みに関わるわけではなく、カルシウムやケイ酸の吸収にはほとんど寄与しない。根毛以外の根の部位も栄養素を吸収し、例えばリン酸は先端が、ケイ酸は基部が取り込む。
根は、表皮細胞と接した、(土壌)溶液に溶けた栄養素を吸収する。外の溶液中から表皮細胞へと栄養素を取り込む機構は主に次の3つである。
- 単純拡散 -  O2、CO2、NH3といった非極性分子の濃度勾配に従って起こる、輸送タンパク質を介さず細胞膜上の脂質二重膜を貫通する拡散運動。
- 受動輸送（促進拡散） - 輸送タンパク質による、高い濃度側から低い濃度側への溶質または溶質中のイオンの速い移動。植物内部の水ポテンシャルによって調節されており、これが土壌中のそれより負のとき、栄養素である無機塩の濃度が植物内部でよりも土壌で高いことになり、植物への流入につながる。
- 能動輸送 -  エネルギーを消費して輸送タンパク質が行う、低い濃度側から高い濃度側へのイオンや分子の移動[5]。植物の細胞膜は、細胞内外でイオン濃度が平衡であるとき-100 mVから-150 mVの負の電位差を持つ[9]。ここで負は細胞内側、正は外側である。この膜電位は、主にプロトンポンプとカリウムチャネルによるイオン輸送が釣り合うことで生じていると考えられている。
  - 一次能動輸送 - エネルギーの供給源にアデノシン三リン酸（ATP）を利用する能動輸送。
  - 二次能動輸送 - プロトンやカリウムイオンなどの荷電イオンの細胞内外の濃度差によって生じる電気化学ポテンシャル差から生じるエネルギーを利用する能動輸送。

表皮細胞へと取り込まれた栄養素は中心柱の導管へと運ばれる。そこまでの経路にはアポプラスト経路とシンプラスト経路の2つがある。アポプラスト経路とは、細胞と細胞との隙間や、細胞壁の中を通る経路である。しかし、成熟した根では内皮にカスパリー線があり、これが水と水に溶けた栄養素の流入を遮断する。実はこのことが植物の栄養素の吸収量の調節を助けている。根端ではカスパリー線が未発達なので中心柱まで入れるが、導管もまた未発達である。このため、根端でのアポプラスト経路から直接導管に入る植物栄養素は少ないと考えられている。一方、シンプラスト経路とは、表皮細胞に取り込まれて細胞間の原形質連絡を通って移動する経路である。原形質連絡は、隣接する植物細胞間を隔てる細胞壁を貫く筒状の構造体である。
取り込まれた植物内部の栄養素は、その植物で最もその栄養素を必要とする場所へと運搬される。例えば、栄養素の供給は下葉（古葉）へよりも若い葉へと優先的に行われる。そのため、あらゆる必須栄養素の不足障害は、不足している栄養素の植物体内の移動が容易であるとき、最も古い葉から顕著に現れる。しかし、すべての栄養素の可動性は等しくなく、窒素、リン、カリウムは可動性であるが、他の要素に関しては可動性の程度がさまざまである。可動性が低い栄養素の不足障害は、不足栄養素が古い葉から移動せずに留まるため、古い葉ではなく若い葉で先に現れる。この障害症状の違いは、不足している栄養素の特定に重要である。

### 葉による取り込み
植物の葉には気孔が存在し、これが大気中から二酸化炭素を取り込み、炭素および酸素の供給源とする。取り込まれた二酸化炭素の主に光合成の基質となる。機構は、光合成の結果生ずる酸素を排出する働きも持つ。また、植物の葉は硫酸イオンを取り込むことができる。

### 微生物との共生による取り込み
多くの植物は微生物と共生している。特に、以下の2つの共生微生物が植物の必須栄養素の取り込みに大きく寄与する。
窒素固定細菌
大気中の窒素分子 (N2) を、植物が窒素源として利用できるアンモニウム (NH4) に変換する生物学的窒素固定を行う細菌。マメ科植物と共生する根粒菌など。
菌根菌
植物の表面で菌根を形成する糸状菌。菌根はリン酸や窒素塩などを吸収すると植物へと供給し、菌根菌はその見返りとして植物から炭素化合物を受け取る。植物にとって、自身の根がカバーする以上の範囲から栄養素を取り込むことができるため、菌根菌との共生は植物生長を促進する効果がある。
窒素は地球の大気中の最も豊富な気体成分であるが、窒素固定細菌と共生している植物種は少なく、大部分の植物は窒素の供給源を土壌中の窒素化合物に依存している。土壌中の窒素の無機塩は土壌有機物の無機化や肥料の施用などにより放出される。

## 植物体内での輸送
植物体内で栄養素は様々な場所へと輸送されている。細胞から他の細胞への輸送は細胞膜上の特定のタンパク質（膜輸送体）によって行われている。膜輸送体は3つに分類される。
- ポンプ - プロトンおよび、カリウムやナトリウムなどの電荷を持った無機塩、糖などの電荷を持たない物質を、膜内外の濃度勾配に関係なく輸送する能力を持つタンパク質。一次輸送を担う。プロトンATPアーゼやABC輸送体がこれに該当する。
- キャリアー - キャリアーはもともと、エマニュエル・エプスタイン [英: Emanuel Epstein] がその存在を予想し命名したイオン輸送タンパク質である。植物体内への輸送速度と外液の濃度の関係があたかもミカエリスメンテン式に従う、すなわち、輸送するイオンに対して固有の結合定数（Km）と最大輸送速度（Vmax）を持つ。カリウム、硝酸イオン、リン酸イオン、硫酸イオン輸送体などがこれに当たる。キャリアーの中にはイオンチャネルであるものも含まれる。
- イオンチャネル - 比較的速いイオンの輸送を担うタンパク質。条件によってイオンを通したり通さなかったりする。電気化学ポテンシャルの勾配に従った受動輸送をする。

### 細胞内輸送
細胞膜を越えて吸収された栄養素は細胞質で利用されるだけでなく、一部は細胞内小器官へと輸送される。これを細胞内輸送と呼ぶ。細胞内小器官は独自の膜で覆われている。細胞膜と同様に、膜上の輸送体に認識された特定の溶質以外は通さない。この出入の特異性により、小器官が担う化学反応を引き起こしたり、栄養素を貯蔵したり、細胞質に（ある濃度以上に）存在すると不都合な物質を隔離したりすることを可能にしている。

### 長距離輸送
| 溶質           | 導管液 | 師管液 |
| -------------- | ------ | ------ |
| スクロース     | 3.8    | 900    |
| フラクトース   | 0.8    | 0      |
| グルコース     | 0.8    | 0      |
| 全アミノ酸     | 1.8    | 375.2  |
| グルタミン酸   | 0.19   | 59     |
| アスパラギン酸 | 0.24   | 17.3   |
| グルタミン     | 0.31   | 0      |
| アスパラギン   | 0.14   | 7.2    |
| セリン         | 0.22   | 27.8   |
| アラニン       | 0.2    | 5      |
| 全有機酸       | 18.3   | -      |
| NO3-           | 1.8    | 3.2    |
| Cl-            | -      | 273    |
| K+             | -      | 479.5  |

導管と師管による輸送を長距離輸送 [英: long-distance transport] という。導管は、根から取り込まれた栄養素を地上部へと運ぶ。師管は、古い葉から、成長途上の葉や種子などへの再輸送（転流 [英: translocation]）を行う。なお、導管や師管に水や栄養素を導入することを積み込み（ローディング [英: loading]）という。逆に、導管や師管から出すことは運び出し（アンローディング [英: unloading]）である。
シンプラスト経路から中心柱へと来た栄養素が導管へと積み込まれるとき、いったん細胞外へと出され、導管の中心にある細胞木部要素で形成されたアポプラスト経路を通る。カリウムやホウ素ではこの積み込みのための膜輸送体が同定されている。これらの輸送体は導管周辺の細胞膜上にあり、細胞内の基質を細胞外へと輸送する。ケイ素では、導管を通った後の地上部組織への運び出しに関与する輸送体Lsi6が同定されている。Lis6が機能しなくなると、葉に運ばれてきたケイ素は葉の組織へと移行することができず、葉の先端の水孔から排出されてしまう。
師管は、土壌から獲得した栄養素や光合成産物、代謝産物を輸送し、植物の生長調節に重要な役割を果たす。物質によって積み込まれやすいものとそうでないものがある。稲では師管による輸送速度は1時間当たり50 cmから100 cm程度であると推測されている。緑茶では師管での水の流れは師管内圧の差によって作られていると考えられている。この圧力差は、光合成産物の生産元の細胞（ソース側 [英: source side]）でのショ糖の積み込みによる内圧の上昇と分配先（シンク側 [英: sink side]）でのショ糖の運び出しによる内圧の低下により生じているようである。

### 短距離輸送
ソース側から、師管を取り囲む数個の細胞を通って師管まで積み込む過程をソース内短距離転流という。師管から出た後、再びいくつかの細胞を通ってシンク側に運び出す過程はシンク内短距離転流という。
ソース内短距離転流の出発は、葉緑体内で合成された光合成初期産物（C3植物ではスクロース、C4植物ではリンゴ酸やアスパラギン酸などのC4ジカルボン酸）が葉緑体の包膜を通過して細胞質を出るところである。包膜は内外2枚あり、このうち透過する物質の選択は内膜が行う。C4植物の葉肉細胞葉緑体では内膜の内側に網上膜構造 [英: peripheral reticulum: PR] が発達し、光合成初期産物の細胞質への輸送を促進している。PRは葉緑体内部のチラコイド膜と内膜に連絡しており、葉緑体内部と包膜の接触面積を拡大させているのである。一方、C3植物ではPRはほとんどない。
細胞質に出た後、光合成初期産物は細胞質対流に乗って移動する。この間、小胞体に取り込まれており、各種酵素から隔離されている。隣接細胞に移動する際、原形質連絡を通る。原形質連絡の出口は別の小胞体内部につながっており、運搬された物質は通過後に直ちに保護される。
師管へは、維管束を取り巻く維管束鞘細胞をシンプラスト経路で経由する。維管束鞘細胞には葉緑鞘細胞とメストム鞘細胞がある。葉緑鞘細胞はスクロースを合成しており、スクロース合成が師管のすぐそばで行われることにより光合成産物の短距離転流が促進されている。C4植物ではスクロース合成の基質となる二酸化炭素は、C4植物のソース内短距離転流の出発物質であるC4ジカルボン酸から生成されるため葉緑鞘細胞内に高濃度で存在する。一方、C3植物ではスクロース合成は葉肉細胞でも行われる。一般にスクロースはスクロースの濃度勾配に従って原形質連絡を通って輸送されるため、C3植物では葉緑鞘細胞のスクロース濃度を低く調節する必要がある。調節のため葉緑鞘細胞内のスクロースはそのままで液胞およびデンプンとして細胞質へ貯蔵される。それでも足りなければデンプンは葉緑体でも蓄えられる。
一部の植物（C3植物のイネ科全部とC4植物の一部）ではメストム鞘細胞があり、その細胞壁上の原形質連絡を通って師部柔細胞に流入する。メストム鞘細胞の細胞壁には水に対して不透過性のスベリン層があり、これは師部柔細胞へ流入後のスクロースが維管束の外へ逆流しないようにする役目がある。C4植物のある種の葉身では維管束が葉緑鞘細胞のみで囲まれており、その細胞壁にはスベリン層が発達している。葉緑鞘細胞でのスクロース合成のための二酸化炭素の基質となるC4ジカルボン酸は、スベリン層を貫通する原形質連絡を通過して葉緑鞘細胞に入るが、葉緑鞘細胞内の二酸化炭素はスベリン層によって封じ込められている。

## 貯蔵
細胞壁は栄養素の貯蔵庫として機能する。細胞壁のガラクツロン酸にはカルボキシル基（pKa＝4.2）があり、弱酸性の土壌溶液中では負の電荷を持つ。このため、陽イオンは細胞壁にイオン的に吸着され、重金属イオンもイオン結合や配位結合によって保持される。陰イオンはカルボキシル基の負電荷で反発するが、リン酸イオンは細胞壁上の金属イオンに吸着することができる。根の細胞壁に貯蔵された鉄は、植物が鉄欠乏になると徐々に吸収される。

## 多量一次要素

### 炭素
炭素は、有機物に必須な構成元素である。有機物には、タンパク質、糖質、脂質、核酸などがなり、これらは生物一般で細胞や組織の構造と機能に欠かせない。植物の場合、デンプンやセルロースも、重要かつ植物体中に豊富な有機物である。植物とって主要な炭素源は大気中の二酸化炭素であり、取り込まれた二酸化炭素は炭化水素に変換された後、様々な有機物の材料となる。

### 水素（水）
水素は第一に水を、第二に植物中の全ての有機物を構成する。細胞内の水素イオン（プロトン）の濃度勾配は光合成や呼吸のための電子の運搬に必要である。植物はほぼ水から水素を得ている。
植物内外での水の移動は数式で表すことができる。外界から、あるいは隣り合った他の細胞から細胞に水が移動（吸収）する単位時間当たりの量Jは「水ポテンシャル差」（V）と「透過性」（G）の積である。水ポテンシャルの差とは、水の吸収（脱水）を引き起こす力と理解されている。実際の取り扱いでは、水ポテンシャルは浸透ポテンシャルと圧ポテンシャルとマトリックポテンシャルと重力ポテンシャルの和である。透水性の膜を通して水ポテンシャルに差があるとき、例えば細胞内外で水ポテンシャルに差があるとき、水ポテンシャルが高いほうから低いほうへと水は移動する。
土壌中のマトリックポテンシャルは主に降雨と蒸発散によって変動する。その他を含めた全ポテンシャルは表層から50 cm程度までで変動している。それ以深では比較的変動が小さい。また、深いほど土壌中の含水率は高い。これは、深いほどマトリックポテンシャルは高く、同程度のマトリックポテンシャルに対する含水率が高いためである。
基本的に、土壌中の水分は含水率が高いところから低い所へと流れていく。このことを、動水勾配に従う、と表現する。この動水勾配において、土壌マトリック（土壌粒子といった、土壌内の固相）間の大孔隙を水が流れることが重要である。この大孔隙の水の流れをバイパス流という。降雨や灌漑などにより大孔隙が水で満たされたとき、水分と溶質の移動に分散と吸着の影響がほとんど無くなる。これにより、浸透速度が飛躍的に上昇し、かつ、水分と溶質の分布は不均一となる。
乾燥や塩ストレス下では土壌の水ポテンシャルは低い。このまま何もしなければJはマイナスとなり、植物体から水が抜け出て脱水してしまう。これを防ぐ適応手段は植物に2つある。一つは、細胞や組織の水ポテンシャルを低下させることである。具体的には、細胞内にイオンを取り込んだり、ベタインやプロリンなどの特定の有機物質（適合溶質、浸透圧保護剤 [osmoprotectant]）を蓄積したりして、浸透圧を上げ（浸透ポテンシャルを下げ）る。もう一つは、水を吸収する（根）細胞の透過性Gを高める方法である。根系全体の水透過性は「根の総表面積」（S）と「単位面積当たりの水透過率」（Lp）の積である。このため、Gの増大は、根の量（S）の増加や、水チャンネルアクアポリンの数や活性（Lp）の制御によって実現される。
植物体内での水の輸送はシンプラストと（狭義の）アポプラストと液胞横断のいずれの経路によっても行われる。広義では、アポプラスト経路は液胞横断を含む。根のカスパリー線では内皮細胞より外側で広義のシンプラスト経路で水は取り込まれる。カスパリー線ではアポプラスト経由の水輸送はブロックされるためである。導管中の水は、蒸散による吸引力やマトリックスポテンシャルによって上昇し、地上へと運ばれて各組織へ分配される。10 m以上の高木でも導管内の水は途切れることなく樹幹まで到達できる。
シンプラストでの取り込みでは、細胞膜の水チャネルアクアポリンが重要である。アクアポリンがないと生体膜の水透過性は、ある場合の十分の一以下となる。導管に入るときと出るときで、水が通過する内皮上のアクアポリンは異なる。

### 酸素
酸素源として、酸素分子や水H2Oもしくは二酸化炭素CO2は植物の細胞呼吸に必要である。細胞呼吸は、糖を消費して、生物のエネルギー通貨であるATPを合成する生化学反応である。ATP合成の基質である糖は光合成により合成され、光合成により副産物として酸素分子が植物体外に排出されるが、ATP合成のために糖を分解する際に酸素が要求される。

### 窒素、リン、カリウム
窒素、リン、カリウムの3つは肥料の三要素と呼ばれる。

## 多量二次要素

### カルシウム
被子植物は乾燥重量当たり1.8%程度のカルシウム（Ca）を含む。含有量はアカザ科、アブラナ科、ナス科などの双子葉植物で高く、イネ科植物で低い。石灰岩を母材とした土壌では、Ca濃度とpHが高い。このような土壌では、好石灰植物 [calcicole] と呼ばれる特徴的な植生が発達する。一方、低Ca濃度と低pHを好む植物は嫌石灰植物 [calcifuge] という。
植物のCa吸収は特徴的である。根端および側根の着床部位など限られた部位で行われる。吸収速度は外部のCa濃度に依存し、外部の濃度が低いとき吸収速度も小さい。これは、Caの吸収は、植物体内での拡散や外気への蒸散に依存した受動的なものだからである。したがって、蒸散が抑制される条件下（暗所、高湿度）では吸収速度は抑制される。また、Caイオンは導管を通って植物体内を移動し、末端部分へは根圧と拡散によってのみ分配が行われている。このため、葉に分配されたCaイオンは最上位葉や地下部にほとんど再分配されない。また、登熟中の子実や結球部分など、蒸散が少なくかつ細胞が急速に発展している部分でCaは不足しやすい。
Caイオンは農業上重要である。その効果の一つは、Naイオンの過剰害および、酸性土壌でのプロトンやAlイオンの過剰害の緩和である。例えば、水耕液のCa濃度が0.1 mMの時、50 mMのNa塩はインゲンの生育を大きく阻害するが、Ca濃度を10 mMとすると阻害は軽微となる。Caの効果はNa濃度やpHやAl濃度などの環境条件に左右されるため、植物にとって最適なCa濃度もそれらによって変動する。
生理学的なCaイオンの主な役割は細胞壁の成分である。細胞壁を構成するペクチンのカルボキシル基に結合している。ここでの機能はペクチン質多糖同士を架橋し、ゲル化させて細胞壁に固定することである。架橋するときに、ペクチンの特定の酸性化合物と結合し、Caは不溶性の塩となる。このため、何らかの処理（低pH、高濃度NaCl、キレート剤など）で細胞壁からCaイオンを離脱させるとペクチン質多糖が可溶化する。ペクチンとの密接な関係から、Caの含有率はペクチン質多糖の含有率と正の相関を持つ。例えば、細胞壁の含有率が高い双子葉植物でCa含有率も高く、低いイネ科植物でCa含有率も低い。また、Ca含有率が細胞壁の強度と相関するため、作物において細胞壁中含有率が高いときに病害や虫害への耐性は強くなる。例えば、大豆での茎疫病、ナスでの青枯れ病への耐性、また、タバコでのアブラムシへの忌避作用に有効である。
細胞質において、Caは他の栄養素の運搬の制御、特定の酵素の活性化、光合成に関わる。主に、セカンドメッセンジャーとしての細胞内での情報伝達が重要な役割である。また、植物分裂組織にも密接に関わる。特に、細胞分裂、細胞伸長、および水素イオンの解毒における役割で根の発達に重要である。そのほかの機能は、有機酸の中和、Kにより活性化するいくつかのイオンの阻害、窒素の取り込みへの関与などである。
細胞質中のCaイオン濃度は0.1 μM程度に保たれている。この濃度は、細胞壁中濃度に比べて低い。これは、Caイオンが、ATPやDNAなどのリン酸基やリン酸イオンと結合して不溶性の塩を形成するためである。細胞膜にはCaを能動的に細胞内へ取り込む機構はないが、排出機構は発達している。さらに、このCaイオン排出ポンプは、Caを集積する細胞内小器官（ミトコンドリアや小胞体など）と協調して細胞質内濃度を調節している。
通常時に細胞質内濃度が低いことを利用し、この濃度を一時的に上昇させることで細胞の生理活性を制御する仕組みが植物には存在する。実は、Caの細胞質内における役割で最も重要なのはこの情報伝達である。一部のタンパク質（カルモジュリンやカルシニューリンなど）にカルシウムが結合するとその立体構造が変化する。酵素の場合、活性化する。Caイオン濃度が低下するとCaイオンはタンパク質から素早く解離し、このタンパク質の構造は不活性なものに戻る。アブシジン酸による信号や特定の養分の欠乏なども、細胞にはCa濃度の変化を通じて伝達される。
Ca欠乏症についてはカルシウム欠乏症 (植物)を参照。

### マグネシウム
マグネシウム（Mg）は植物に乾燥重量当たり0.3-1.0%含まれている。他の必須元素と比べて、種や品種間での植物体内含量の違いは小さい。緑葉中のMgの10-20%は、クロロフィルのポルフィリン環の中心金属である。その他は葉緑体ストロマや細胞内小器官で、イオンあるいは、有機酸やATPと結合した塩として存在する。穀物中のアリューロン顆粒においてはMgはフィチン酸塩として蓄積されている。
根の細胞によるMgの吸収は能動的に行われており、細胞内濃度は0.4 mM程度に維持されている。この吸収には膜輸送体（Magnesium transporter）が関与している。シロイヌナズナでは10種類、稲では9種類のMg輸送体が存在する。これらの輸送体は、細菌のMg輸送体CorAと相同性がある。
アサガオを用いた研究で、植物体内のMgの分布について興味深い事実が発見されている。第一に、Mg濃度は根から地上部の頂芽にかけて次第に高くなり、頂芽での濃度は根での2倍以上に達する。第二に、アサガオの若い組織での濃度は、根のそれとは異なり一日を通して変化し、日中に高くなる。第三に、栄養成長期には茎頂先端部の中央帯にMgは集積される。この時期に幹細胞での活発な細胞発生にMgが要求されることが示唆されている。最後に、花芽が誘導されるとき、中央帯は周りの組織から隔離されてMg濃度は減少する。この濃度低下により、花成に関連する遺伝子や酵素が働き始めると予想されている。
Mgは、リン酸化合物と結合することにより多数の酵素反応に関与する。リン酸化合物と結合する理由は、Mgがリン酸基の酸素に対して親和性を持ち、配位結合の性格を持ったイオン結合で会合できるためである。Mgが関与する酵素には、RNAポリメラーゼ、ATP分解酵素、タンパク質リン酸化酵素、脱リン酸化酵素、グルタチオン合成酵素、カルボキシル基転移酵素などがある。葉緑体の鍵酵素は、葉緑体内のMg濃度のわずかな変化で大きな影響を受ける。また、Mgは細胞膜やリボソーム表層のリン酸基に結合して、その立体構造の維持を担う。タンパク質合成、解糖系、TCA回路、窒素代謝系を含む生化学反応にも重要である。
ストロマ内の酵素ルビスコで行われている、カルビン回路での炭酸固定反応にも関与する。Ru-5-PキナーゼやPEPカルボキシラーゼといった、炭酸固定に関与する多くの酵素は補因子としてMgを要求する。
また、ストロマでのMg濃度は間接的に外の光量によって変動する。この変動が、光の量や時間帯によって光合成の活発さを調節する仕組みとなっている。その機構は次の通りである。まず、光量によってストロマでのpHは変動する。ストロマがアルカリ化するとチラコイドは酸性化してここからMgイオンがストロマへと供給される。ストロマのpHが8.5に達したとき、Mgイオン濃度は最適となり、炭酸固定反応は最も促進される。
Mgの不足症状についてはマグネシウム欠乏症 (植物)を参照。

### 硫黄
硫黄はアミノ酸（メチオニン、システイン、シスチンなど）、システインから合成されるグルタチオンや含硫タンパク質、スルホ脂質、補酵素（補酵素Aなど）、ビタミン（ビオチン、チアミンなど）、ファイトケラチン、メタロチオネイン、チオレドキシンの構成要素である。タマネギやニンニクの刺激成分アリシン、マスタードやブロッコリーのグルコシノレートも含硫化合物である。
タンパク質のシステイン残基のメルカプト基（SH基）は、酸化還元酵素やタンパク質分解酵素の活性中心である。2つのメルカプト基はジスルフィド結合（－S－S－）を形成する。ペプチド鎖同士を架橋し、タンパク質の三次構造の決定や構造維持に重要である。この結合の形成はまた、システイン2分子からシスチン1分子、還元型グルタチオン2分子から酸化型グルタチオン1分子を合成させる。システイン残基を含む鉄-硫黄クラスターは電子伝達を担う。
硫黄不足の症状はクロロシス、成長抑制、アントシアニンの蓄積による紫化である。これらの症状は、主にアミノ酸とタンパク質の合成が阻害されることによる。硫黄同様にアミノ酸とタンパク質の構成成分である窒素不足のそれと類似している。硫黄不足の時、窒素は硫黄に対して過剰になるためアルギニンやグルタミンなどが蓄積する。硫黄は窒素と異なり、植物体内での移動性が低く、不足症状は成熟もしくは若い葉から現れる。
硫黄が欠乏した植物は、種子に貯蔵するタンパク質（種子貯蔵タンパク質）を変化させる。大豆の場合、相対的に含硫アミノ酸の割合が低いβ－コングリシニンのβサブユニットの含有量が増え、含硫アミノ酸の割合が高いグリシニンのそれは減る。これは、種子中のタンパク質総量を減らさないための戦略である。硫黄を十分に与えた場合には逆にグリシニンが増え、βサブユニットは減る。この制御にはO-アセチルセリンが関わる。含硫アミノ酸含量が少なくなった小麦は製パンに向かない。
窒素肥料として硫酸アンモニウム（硫安）を長く施用してきた水田では、水稲の根が傷つく「秋落ち」が生じることがある。その発生過程は次のとおりである。硫安を施用すると、稲はアンモニウムイオンを急速に吸収するので硫酸イオンは残留する。硫酸イオンは還元されて硫化水素と成る。このガスは根を傷つけるが、通常は硫化鉄に固定されるため問題はない。この固定は、根に到達する前に土壌中の鉄と硫化水素が結合することによる。しかし、長期間の栽培で消費されてかつ、肥料で供給されずに水田土壌中の鉄が減少すると、硫化水素は捕捉されずに根に到達し得る。この対策として、窒素肥料には硫安ではなく、塩化アンモニウムや尿素といった無硫酸肥料が推奨されている。
植物は土壌中の硫酸イオン（SO42-）の選択的な吸収により硫黄を摂取している。この吸収は硫酸イオン輸送体により行われている。シロイヌナズナでは14種類が見つかっている。これらの輸送体は細胞内への取り込みを担い、硫酸イオン1分子を3分子のプロトンと共輸送する。導管柔細胞から導管への輸送に機能する排出型輸送体の存在が予想されているが、それはいまだ発見されていない。
植物の硫酸イオン輸送体の一部は、細胞膜内外の硫黄の状況を検知するセンサー機能を持つと推定されている。その根拠として、硫酸イオン輸送体のC末端親水性領域（STASドメイン [英: sulfate transporter and anti-sigma factor antagonist domain]）は原核生物の高シグマ因子アンタゴニストと相同性がある。また、動物のSTASドメインはGTPase促進因子（GAP）と結合する能力を有する。GAPは細胞外からのシグナルを受信し、多くのシグナル伝達の系を構成する。植物の硫酸イオン輸送体も同様のシグナル受信能力を持つかははっきりしていない。
シロイヌナズナの硫酸イオン輸送体遺伝子をSultr [英: Sulfate Transporter] と呼ぶ。Sultr遺伝子はアミノ酸配列の相同性から5グループ（Sultr1 - 5）に分類されている。このグループ分けは局在や硫酸輸送活性の特性の違いをも反映している。Sultr1は高親和型、Sultr2 - 4は低親和型であることが明らかとなっている。Sultr4は液胞に局在している。Sultr1 - 4はH+／硫酸イオン共輸送体である。CおよびN末端に長い親水性領域を持ち、親水性領域はSTASドメインである。一方、現在までに発見されている2種類のSultr5（Sultr5;1、Sultr5;2）はNおよびC末端にほとんど親水性領域を持たない。Sultr1 - 4と5は硫酸イオン輸送における役割が異なると推測されている。
吸収された硫黄は代謝され、上述の含硫化合物の合成に利用される。吸収後の硫酸イオンはまずATPスルフリラーゼによってATPと結合してアデノシンホスホ硫酸（APS）になる。APSには2つの運命がある。一つは、APSリン酸化酵素によってリン酸付加されて3'-ホスホアデノシン5'-ホスホ硫酸（PAPS）になることである。PAPSは硫黄脂質の基質となる。もう一つのAPSの運命は、APS還元酵素によるグルタチオン存在下での亜硫酸イオンへの還元である。亜硫酸イオンは亜硫酸還元酵素によって硫化物イオンになる。ここまでの過程で、硫酸イオン1モル当たり8個の電子は要求され、フェレドキシンによって供給される。硫化物イオンは、システイン合成酵素とセリンアセチル転移酵素の複合体によってO-アセチルセリンと合成され、システインに変換される。ATPスルフリラーゼやAPS還元酵素はシステインによってフィードバック阻害を受けている。システインはそのままでタンパク質の構成アミノ酸であり、また、メチオニンやグルタチオン合成の基質である。メチオニンの合成ではシスタチオニンγ合成酵素が、グルタチオンの合成ではγグルタミル－システイン合成酵素が鍵酵素である。
植物における硫黄の吸収と代謝の制御について詳述する。硫黄が欠乏すると硫酸イオン輸送体の遺伝子の転写と翻訳はO-アセチルセリンによって活性化される。O-アセチルセリンは硫化物イオンとともにシステインへと合成されるが、硫黄不足では代謝されなくなり蓄積する。また、硫酸イオン輸送体の転写因子SLIM1も植物の硫黄欠乏への応答に重要な役割を果たす。逆に、抑制はシステインやグルタチオンによって行われる。
硫黄の代謝経路はカドミウムなどの有害な重金属によって活性化される。重金属の解毒に関わるファイトケラチンやメタロチオネインはシステインを多く含んでいるため重金属の汚染環境では硫黄がより多く要求されるためと考えられているが、重金属がどのように活性化させているかは明らかとなっていない。カドミウムに対して感受性のシロイヌナズナ変異株（cad1）では、グルタチオン合成の鍵酵素γグルタミル－システイン合成酵素は損なわれている。ポプラの葉でグルタチオンの蓄積が促進されると、カドミウムへの耐性が向上する。
メチオニン代謝の鍵酵素シスタチオニンγ合成酵素の発現量は、メチオニン濃度によってmRNAの蓄積量の制御という形で調節されている。シスタチオニンγ合成酵素のmRNAが翻訳される際に、メチオニンから合成されるS-アデノシルメチオニン濃度が高いと翻訳は停止する。mRNAは分解される。一時停止の機構は、合成途中のシスタチオニンγ合成酵素のN末端側のペプチドとS-アデノシルメチオニンとリボソームの相互作用である。

## 全植物にとっての微量要素

### 塩素
塩素は環境中に普遍的に存在する元素である。土壌中には約100 mg/kg含まれ、水溶性の塩化物イオンとして存在する。土壌粒子には吸着されにくく、水とともに移動する。日本では、塩化物イオンが豊富な海からの潮風で運ばれてくるため、作物の塩素欠乏はまずない。一方、海から遠く離れた大陸内部では欠乏が生じることがある。アメリカのグレートプレーンズには塩化物イオンを含む肥料によって小麦の収量が増加する地域がある。
| 植物           | 生育ステージや部位 | 症状が現れる濃度 |
| -------------- | ------------------ | ---------------- |
| サトウダイコン | 地上部             | 700              |
| 〃             | 葉身               | 880-1,800        |
| 〃             | 葉柄               | 3,500-7,000      |
| ジャガイモ     | 地上部             | 1,310            |
| デュラム小麦   | 地上部             | 1,000            |
| 春小麦         | 出穂期の地上部     | 1,500            |
| 小麦、大麦     | 出穂期の地上部     | 1,200-1,400      |
| パームヤシ     | 第14葉身           | 2,500            |
| ココヤシ       | 葉身               | 6,000未満        |
| 〃             | 第14葉身           | 2,500            |
| オイルヤシ     | 葉身               | 6,000未満        |

塩素不足の植物の葉には異常が生じる；面積の減少、萎凋、縁部の巻き上がり、黄化、ブロンジング（青銅色への変色を伴う壊死）。また、根の生育は低下する。下表に各植物の塩素欠乏の症状および発症濃度を示す。多くの塩素は塩化物イオンとして体内に存在し、遊離の無機アニオンとしての浸透圧調節やカチオンとのイオン平衡、膜電位の安定に必要とされる。これまで、130種類以上の塩素化合物が高等植物とシダから単離されている。
特に重要な塩素イオンの役割は気孔の開閉である。気孔はカリウムイオンの移動に伴う浸透圧変化によって開閉するが、カリウムイオンの対イオンとして利用されるのが塩化物イオンとリンゴ酸イオンである。塩化物イオンが多く利用できるほど、リンゴ酸イオンの必要量は減る。タマネギではこのことが重要であり、孔辺細胞葉緑体にデンプンが蓄積されないためリンゴ酸が不足し、このため塩化物イオンがないと気孔は開くことができない。また、閉じるときにも塩化物イオンは重要である。開口した孔辺細胞では、アブシジン酸などの気孔閉鎖シグナルがアニオンチャネルを活性化し、塩化物イオンとリンゴ酸を排出させる。これによって膜は脱分極してカリウムイオンを孔辺細胞から排出し、気孔は膨圧を失って閉鎖する。
細胞の伸長成長や分裂のきっかけは、細胞に塩化物イオンが流入することである。また、塩化物イオンが増加すると、先述の理由により有機酸イオンは植物成長により多く利用されるようになる。このため、塩素を含む肥料を与えると繊維が多くなるといわれている。このような肥料は綿やイグサなどに積極的に施用され、逆に、デンプン含有率を高めることが望ましいイモ類には用いられない。
光合成にも関わる。塩化物イオンは光化学系IIの必須因子であると考えられている。ラン藻の光化学系II複合体を構成するマンガン・カルシウムクラスターの近傍2か所に塩化物イオンが結合することが明らかとなっている。さらに、V型ATPaseやアスパラギン合成酵素の活性調整に必要なことが示されている。
植物には、塩素と共有結合した有機化合物が存在する。エンドウやソラマメはオーキシンの一種4-クロロインドール-3-酢酸を持つ。4-クロロインドール-3-酢酸は、塩素を持たないクロロインドール-3-酢酸と比べて10倍以上の成長促進活性を持つが、この強力さは、塩素を含有することで分解されにくくなったためと考えられている。他にもポリアセチレンやチオフェンなどが塩素を含有する。

### 鉄
鉄イオンは下記の反応により生体での酸化還元に関わる。この反応では、鉄イオンは窒素、酸素、または硫黄原子と配位結合し、電子をその結合先の元素に渡す／から受け取る。
{\displaystyle {\ce {Fe^{2+}\ <=>\ {Fe^{3+}}+{\mathit {e}}^{-1}}}}
鉄は、多くの酵素にとって活性に必須の補因子である。このため、光合成、酸素呼吸、活性酸素種の解毒、窒素固定、硝酸還元に要求される。なお、細菌や哺乳類では遺伝子発現の制御タンパク質に鉄を利用するものがあるが、植物では発見されていない。
光合成において第一に、鉄は電子伝達系を構成する。第二に、クロロフィルの生合成に必須である。高等植物の場合、第三に、葉緑体内でのグルタミン酸からポルフィリンの生合成経路の2つの反応で鉄が要求される。これら光合成における必須性は、鉄欠乏が葉脈間の黄白化症（クロロシス）を発生させる原因である。
酸素呼吸においては、シトクロームの活性中心であり、またATPの合成に関わる。ATP合成に利用されるエネルギーは、鉄が電子を最終的に酸素に渡して水に変えたときに生み出される。この電子は解糖系とクエン酸回路で発生したものである。
以下に、植物において鉄原子を含むタンパク質を列挙する。
- ヘムタンパク質：ヘム（ポルフィリン環に鉄を配位した錯体）を含むタンパク質。
  - シトクローム
  - ペルオキシダーゼ
  - カタラーゼ
  - ヘモグロビン：植物ではマメ科植物の根粒のレグヘモグロビン、およびイネや麦などの非マメ科植物のヘモグロビンが知られている。
  - シトクロームP450モノオキシゲナーゼ：ゲノム解析からイネには400個以上のP450遺伝子が存在すると推測されている。ペチュニアやパンジーのP450の遺伝子導入によって、青色のカーネーション（ムーンダスト）やバラ（青いバラ）が作り出された。
- 非ヘム鉄タンパク質（鉄-硫黄タンパク質）：活性中心に鉄-硫黄複合体（FeS4、Fe2S2、Fe3S3、Fe3S4、Fe4S4など）を有する酵素。
  - フェレドキシン
  - ニトロゲナーゼ
  - ヒドロゲナーゼ
- その他
  - スーパーオキシドジスムターゼ
  - モノオキシゲナーゼ
  - ジオキシゲナーゼ：ジベレリン、フラボノイド、ムギネ酸などの生合成に関与する。
  - ファイトフェリチン

高等植物が土壌から鉄を獲得する機構にはストラテジーIとストラテジーIIがある。イネ科以外の植物はストラテジーI、イネ科植物はストラテジーIIを利用している。鉄獲得機構が存在する背景には、第一に土壌中に鉄は豊富に存在するが、大部分は水酸化第二鉄や三二酸化鉄といった難溶性の三価鉄として存在する、第二に植物は第二鉄のみを吸収でき、三価鉄は吸収できない問題がある。土壌水に溶出させ、かつ、第二鉄に変換しなければ、植物は鉄を吸収することができない。また、土壌中のpHの問題もある。pH7では三価鉄イオンは10-17Mしか溶けない。アルカリ性となると可溶性鉄はさらに減少し植物は鉄欠乏となりやすい。アルカリ性土壌は全陸地の30%を占める。
ストラテジーIでは、pH低下とキレート化合物により可溶化させた三価鉄を細胞膜で二価鉄に変換し吸収する。pH低下は、根の細胞膜プロトンポンプからのプロトンの放出により行われる。キレート化合物は、根毛から分泌されるフェノール化合物である。この根毛の細胞膜上では、三価鉄を二価鉄に還元する鉄還元酵素と二価鉄イオン輸送体が分布する。プロトンポンプ、三価鉄還元酵素、二価鉄イオン輸送体の活性と発現量は、鉄欠乏になると数倍から数十倍に上昇する。
ストラテジーIIでは、鉄溶解性物質シデロホアが利用される。シデロホアは細菌や菌類も利用しており、植物のシデロホアは特にファイトシデロホアと呼ばれる。
吸収後の鉄の挙動についてもいくつか明らかとなっている。吸収直後、根端分裂組織に使われるもの以外は速やかに地上部の分裂組織（単子葉植物の場合は茎葉の基部、双子葉植物の場合は頂芽）と新葉に移行する。クロロフィルの合成が活発で、特に鉄の需要が大きいためである。双子葉植物では体内での運搬中、鉄イオンは導管でクエン酸と、師管でニコチアナミンと会合していると考えられている。イネ科植物では導管と師管にもシデロホアのムギネ酸類が検出されている。ムギネ酸類は鉄の転流にも関与していることが示唆されている。
石灰質土壌で栽培した果樹では、鉄不足が最も大きな問題となる。鉄不足はクロロシス（黄化）やネクロシス（壊死）の原因となる。銅不足により鉄不足が引き起こされることがある。
鉄不足は植物の生育を著しく阻害するため、鉄不足に応答する遺伝学的機構が存在する。鉄不足になるとまず、クロロフィルやヘムの生合成に関わる遺伝子の発現が抑制され、鉄の消費量が減少する。さらに、鉄の獲得にかかわる酵素や膜輸送体の遺伝子の発現量が大きく増加する。発現が促進させられる遺伝子は、ストラテジーI植物では三価鉄還元酵素や二価鉄輸送体など、ストラテジーII植物ではシデロホアの生合成系の酵素および鉄-シデロホア錯体輸送体である。鉄欠乏時の遺伝子発現に重要な転写因子としてストラテジーI植物のシロイヌナズナからFIT、bHLH38、bHLH39が、ストラテジーII植物の稲からIDFE1、IDFE2、IRO2が同定されている。

### ホウ素
植物はホウ素（B）を、電荷を持たない状態のホウ酸分子として吸収する。ホウ素は普通、土壌中でホウ酸として存在する。中性の形態は土壌が弱酸性であるときに現れる。ホウ酸の酸解離定数pKaが9.25と高いためである。
ホウ素は植物にとって最も重要な微量要素である。これがないと、双子植物は極めて早い時期に完全に枯死する。ホウ素含量は単子植物でよりも双子植物で高い。ホウ素は細胞壁の構成要素である。植物中には細胞壁を構成しないホウ素も存在し、こちらはホウ酸として体内に蓄積されている。両者は実験上、水で抽出されないものとされるものとで識別されている。実際に植物に利用されているのは不溶性ホウ素だけで、水抽出性のホウ素は余分に吸収されて貯蔵されたものと考えられている。
細胞壁中のホウ素は、1分子のホウ酸は2分子のラムノガラクツロナンII (RG-II) の側鎖Aのアピオースの各2つの水酸基とエステル結合している。これにより、隣接するペクチン分子は結合させられている。また、ウキクサLemnaには更なるホウ酸結合性分子としてアピオガラクツロナンも存在する。ペクチンは架橋するとゲル状となり、細胞壁に沈着する。このゲルは、細胞壁の骨格であるセルロースの間隙を埋め、細胞壁孔径の調節による物質透過の制御、pH・イオンの緩衝作用、細胞接着、細胞の強度維持など多様な機能を果たす。ホウ酸はアピオース以外のジオール化合物と結合できるが、アポプラスト内は弱酸性であるためそこではアピオースとしか安定に結合できない。エステルの安定性はpHやアピオースの構造に依存し、pHが高いほど安定するためである。
ホウ素は、細胞分裂において糖の輸送や特定の酵素の合成に関わる。また、カルシウムの取り込み及びその利用（膜機能、花粉発芽、細胞伸長、細胞分化、炭水化物代謝）に必要とされる。ホウ素不足を原因とする植物、特に果実の病気は多く知られている。

### マンガン
健全な葉におけるマンガン（Mn）含有率は乾物当たり数十 - 数百mg/kgであり、これが10-20 mg/kg以下になると欠乏症が生じる。Mn不足の原因となる土壌は、pHが高いか、堆肥を大量に連用されたものである。後者の原因として、有機物が多い土壌でpHが6.5になると、Mn酸化細菌が活発になりMnイオンを不溶性の二酸化マンガン（MnO2）にする。このような土壌では、Mn濃度が高くとも欠乏症を引き起こす。
Mn不足は、葉上の変色斑点の発生といった着色異常を生じさせる。野菜類では上位葉に、麦類では下位葉に葉脈間クロロシスや褐色斑点、線状のネクロシスが生じる。Mn不足に対しては硫酸マンガン（MnSO4）の葉面散布が有効である。
過剰症は、酸性、鉱山跡地、排水不良の土壌などで発生する。また、蒸気消毒や熱水消毒を施した後でも生じる。これは、消毒によって分解生成する易分解性有機物によってMn酸化物が還元されてイオンとなり、さらに微生物の死滅によってMnの酸化が進行しにくくなるためである。過剰症となるMn濃度は植物種や品種の間で大きく異なる。例えば、トウモロコシでは乾物当たり200 mg/kgであるが、大豆で600 mg/kg、ヒマワリで5,300 mg/kgである。
過剰害の症状は、葉脈・葉柄・毛茸基部の褐変・黒変、葉身での小さく不規則な褐色斑点、葉縁部でのクロロシスなどである。斑点の原因は酸化されたフェノール性化合物の蓄積であり、これは過剰な吸収でアポプラストとシンプラストでペルオキシダーゼが異常に活性化するためである。過剰症の対策は土壌pHの増大、もしくはケイ酸塩の施用である。稲の場合、ケイ酸は根表面へのMn酸化物の沈着を促進し、地上部へのMn輸送を抑制する。一方、ササゲ、カボチャ、キュウリでは葉のMn含有率は低下しないが、症状は軽減される。このとき、ケイ酸は細胞壁へのMnの沈着を増やす。
Mnは光合成に必要である。Mnを含む植物酵素には、光化学系II（PSII）複合体の構成員と、光化学系から発生する活性酸素種の除去をするスーパーオキシドジスムターゼ（SOD）が含まれる。クロロプラスト中のMnはほぼすべて、チラコイド膜に結合しているPSIIのMn酵素である。葉に存在するSODの90%以上はクロロプラストで、4-5%だけがミトコンドリアに分布している。Mn-SODはこの微量の分布先であるミトコンドリアとペルオキシソームにある。Mnが不足するとミトコンドリアの呼吸機能が損なわれる。
Mn酵素は光合成のほか、様々な生理反応に関与している；TCA回路のリンゴ酸脱水素酵素やイソクエン酸脱水素酵素、窒素代謝のアルギナーゼ、リグニンなどのフェノール化合物の代謝およびシキミ酸経路のフェニルアラニンアンモニア分解酵素やペルオキシダーゼ。また、インドール酢酸（IAA）の代謝に関与するIAA酸化酵素の活性にもMnが関わっている。Mnによる酵素の活性化はマグネシウムで代替できる場合が多い。しかし、PEK型C4植物の維管束鞘細胞クロロプラストでの脱炭酸を行うPEPカルボキシラーゼの活性化はマグネシウムで代替できない。
Mnはタンニンやアルカノイドの蓄積を促進する。Mn嗜好性植物は水生植物と木本性植物に多く見られ、これらの植物ではタンニンに富み、皮なめしように用いられる。イヌホオズキなどはアルカノイドとMnを多く含む。チョウセンアサガオにMnを微量与えるとアルカノイド含量、アルギナーゼ活性およびタンパク質含量が著しく増加する。タンニン・アルカノイドとMnの関連性の背景には、タンニンとアルカノイドは極めて強力な還元剤であり、Mnは最高の酸化状態で強力な酸化剤であるためである。植物体内で両者は平衡を維持している。
植物や微生物は土壌中の不溶性Mnを可溶化させ、Mnを細胞内へと取り込む。可溶化は、プロトンや低分子有機化合物（有機酸、アミノ酸、フェノール性化合物）を分泌により行う。これらの化合物は、好気的な土壌環境でMnの形態として高い割合で存在する酸化物を還元して溶出させる。可溶化したMnの取り込みは、ZRT/IRT関連タンパク質 [ZRT/IRT-related protein: ZIP] ファミリー、自然抵抗性関連マクロファージタンパク質 [natural resistance-associated macrophage protein: Nramp] ファミリー、カチオン交換輸送体 [cation exchanger: CAX] ファミリー、カチオン拡散促進タンパク質 [cation diffusion facilitator protein: CDF] ファミリーなどが属する膜輸送体が担う。この中で、根での取り込みに重要なのはZIPファミリーのIRT1である。IRT1は基質特異性が広く、Mnイオン以外にも鉄(II)イオン、亜鉛イオン、銅イオン、コバルトイオン、カドミウムイオンの輸送に関わる。シロイヌナズナを用いた試験では、可溶性Mn濃度が低い土壌からのMnの取り込みにおいてNrampファミリーのNramp1が必須であることが示された。
余剰のMnは液胞へと輸送され、貯蔵される。貯蔵MnはNrampファミリーのAtNramp3および4により液胞から放出され、光合成に利用されるために葉肉細胞の葉緑体へと運搬される。液胞への区画化は、細胞質内のMn濃度が過剰にならないようにする意味もある。液胞への輸入を担うCAX2やCAX様輸送体は、Mn過剰な環境における過剰害に対する耐性に重要である。熱帯性のマメ科植物Stylosanthes hamataでは液胞への輸送は、CDFファミリーのShMTP1が関与している。シロイヌナズナから、ShMTP1と近似の膜輸送体AtMTP11が発見されており、同様の役割を持つと考えられている。
シアノバクテリアの葉緑体や酵母のミトコンドリアでの輸送体は発見されているが、植物において葉緑体、ミトコンドリア、ゴルジ体へのMn輸送機構は明らかになっていない。
Mn超集積植物は現在のところ12種類しか知られていない。Mn超集積植物とは、地上部乾燥重量1 kg当たり10,000 mg以上のMnを蓄積することができる植物と定義されている。この中でも、コシアブラは（Mn濃度が）普通の土壌からでもMnのみを特異的に集積する。この植物は根からプロトンを放出し、体内ではシュウ酸と結合させたMnを細胞壁や液胞に蓄えている。以下に、Mn超集積植物とそのMn含有率（mg/kg）を示す。
- キョウチクトウ科
  - Alyxia rubricaulis 14,000 mg/kg[76]
- ウコギ科
  - Eleutherococcus sciadophylloides（コシアブラ） 7,900 mg/kg[77]
- ニシキギ科
  - Maytenus bureaviana 33,750 mg/kg[76]
  - M. pancheriana 16,370 mg/kg[76]
  - M. sebertiana 22,500 mg/kg[76]
- オトギリソウ科
  - Garcinia amplexicaulis 10,500 mg/kg[76]
- フトモモ科
  - Eugenia clusioides 10,880 mg/kg[76]
  - Eugenia spp. 13,700 mg/kg[78]
  - Austromyrtus bidwillii 19,200 mg/kg[79]
- ヤマゴボウ科
  - Phytolacca acinosa Roxb. 19,300 mg/kg[80]
- ヤマモガシ科
  - Beaupreopsis paniculata 12,000 mg/kg[76]
  - Macadamia angustifolia 11,590 mg/kg[76]
  - M. neurophylla 55,200 mg/kg[76]

### 亜鉛
| 植物           | 地上部 | 地下部 |
| -------------- | ------ | ------ |
| ゴマノハグサ科 | 1.73   | 7.98   |
| シソ科         | 0.69   | 2.39   |
| セリ科         | 0.35   | 3.35   |
| アブラナ科     | 0.28   | 1.04   |
| イネ科         | 0.50   | 2.02   |
| ヒユ科         | 0.75   | 1.17   |
| マメ科         | 0.05   | 0.37   |
| ナス科         | 0.18   | 0.50   |

植物の亜鉛摂取量（乾燥重量当たり）の目安は欠乏：15 mg/kg以下、適正：25-100 mg/kg、過剰：200 mg/kg以上である。しかしながら、亜鉛濃度は種によって異なり、ゴマノハグサ科やシソ科で多く、マメ科やナス科で少ない。アブラナ科グンバイナズナ属Thlaspi caerulescensは亜鉛とカドミウムの超集積植物であり、地上部乾燥重量当たり約30,000 mg/kgの亜鉛、1,500 mg/kgのカドミウムを蓄積する。水稲では部位の間で違いがあり、根>茎>葉鞘>葉身>玄米と分布する。下表に、亜鉛50 µMで水耕栽培した幼植物の体内亜鉛濃度を示す。
亜鉛欠乏症については亜鉛欠乏症 (植物)を参照。
亜鉛は80以上の植物酵素の補因子であり、ジンクフィンガーというモジュールを形成する。多くの必須遷移金属元素と異なり、電子の受け渡し(酸化還元)よりも、基質との結合や立体構造の維持への役割が大きい。亜鉛酵素は植物成長ホルモンのオーキシンの代謝、光合成、DNA複製で働く。亜鉛依存性の炭酸脱水酵素は、葉緑体ストロマにおいて植物体内の炭酸から、光合成の基質である二酸化炭素を供給する。以下に亜鉛酵素の例を挙げる。
- 酸化還元酵素
  - アルコール脱水素酵素
  - グルタミン酸脱水素酵素
- 加水分解酵素
  - カルボキシペプチダーゼ
  - アルカリ性リン酸加水分解酵素
- 炭酸脱水素酵素
- Cu-Zn超酸化物不均化酵素
- RNA重合酵素
- DNA重合酵素

亜鉛輸送体は外界から亜鉛を二価イオンとして吸収する。輸送体はZRT-IRTタンパク質 [英: ZRT-IRT protein: ZIP]、YS1様 [英: YS1-like: YSL]、重金属ATPアーゼ [英: heavy metal ATPase: HMA]、カチオン拡散促進タンパク質 [英: cation diffusion facilitator protein: CDF] の4つのファミリーに大別される。ZIPファミリーは細胞内に亜鉛イオンを取り込む輸送体であり、亜鉛制御的輸送体 [英: zinc regulated transporter: ZRT] と鉄制御的輸送体 [英: iron regulated transporter: IRT] とに分かれる。シロイヌナズナの二価鉄イオン輸送体であるIRT1は亜鉛イオンも輸送する。YSLファミリーはYS1輸送体と配列類似性が高いタンパク質群である。YS1輸送体とは亜鉛-および鉄-ムギネ酸複合体の輸送体である。HMAファミリーは重金属の輸送体である。ZIPやYSLが細胞内への流入を司るのに対し、HMAは細胞外への排出を担う。CDFファミリーは、細胞小器官から細胞質へと排出、あるいは液胞膜で液胞へと輸送する。

### 銅
植物体内の銅は乾燥重量1 kg当たり1-5 ㎎と非常に少ない。土壌中の銅濃度が要求量を下回ることは稀有であるが、銅は有機物に吸着すると植物に吸収されなくなる。このため、有機物を多く含む土壌では銅の不足症状が現れる場合がある。銅の不足症状には果樹の枝枯れと開墾病がある。枝枯れでは、若枝の樹皮にゴム様物質が蓄積して斑点が発生する。開墾病では、作物の葉の先端が黄化して展開しなくなる。対策として硫酸銅が用いられる。
銅イオンは下記の反応により生体での酸化還元にかかわる。
- Cu2+ + e- ⇔ Cu+
- Cu2+ + e- → Cu+ + 0.159V

銅は光合成に重要であり、多くの酵素反応、細胞壁成分のリグニンの合成、穀物の生産に関わる。以下に、銅を含むタンパク質を列挙する。
- 青色銅タンパク質（タイプ1銅タンパク質）：タイプ1-Cuという、銅1原子を含有する立体構造を持つタンパク質。600 nm付近に吸収波長を持つため青色に見える。
- 銅酵素
  - シトクロムc酸化酵素（COX）
  - 銅-亜鉛超酸化物不均化酵素（Cu-Zn SOD）
  - アスコルビン酸酸化酵素
  - ラッカーゼ
  - アミン酸化酵素
- その他のタンパク質
  - エチレンの受容体ETR１

銅は、遊離イオンの状態で毒性を持つため、細胞内で低濃度に制御されている。そのための仕組みとして、植物を含む生物は銅輸送体や銅シャペロンを有する。銅過剰の条件では植物は銅シャペロン、COX、Cu-Zn SODなどの遺伝子の発現を増加させ、遊離状態の銅濃度を制御しようとする。一方、銅不足ではこれらの遺伝子の発現を抑制する。
銅輸送体は、細胞内外への銅の吸収と排出を司り、銅濃度の維持を担う。銅輸送体 [copper transporter: COPT] は、シロイヌナズナで細胞や葉緑体の膜に局在していることが確認されている。現在までに同定された6つのCOPT遺伝子のうち、COPT1が根細胞膜の主要な銅輸送体である。また、シロイヌナズナのP1B型ATPアーゼ（重金属ATPアーゼ） [heavy-metal transporting P-type ATPase: HMA] のうち、HMA1、5、6(PAA2)、7(RAN1)および8(PAA1)が銅イオンの輸送に関与する。HMA1とPAA1は葉緑体外膜に、PAA2はチラコイド膜内部に、RAN1はゴルジ体内に銅を輸送する。また、トウモロコシなどで鉄－ニコチアナミン錯体の吸収に関与するイエローストライプ様 [yellow stripe like: YSL] タンパク質は銅－ニコチアナミン複合体も輸送する。
銅シャペロン [copper chaperon] とは、一群の銅結合性かつ依存性タンパク質である。このタンパク質は、有毒な遊離イオンの銅と結合する。そうすることにより無毒化させるとともに、銅を必要とする酵素やタンパク質へと運搬する。植物特有の銅シャペロン遺伝子としてCCHがある。
タンパク質である銅シャペロン以外にも、銅と錯体を形成する低分子化合物を植物は有する。これらの低分子化合物の中には、銅シャペロンと同様の機能を果たすものが存在すると考えられている。代表的なものはメタロチオネインであり、これの遺伝子は多くの生物種で保存されている。ナデシコ属植物はメタロチオネイン遺伝子を持つため銅耐性と集積性を持つ。銅結合性低分子化合物にはほかにファイトケラチンやニコチアナミンなどがある。

### ニッケル
植物のニッケル要求量は乾燥重量当たり0.1 mg/kg以下と小さく、また、圃場で欠乏することは滅多にないため、ニッケル欠乏が起こることはほとんどない。ペカンCarya illinoinensisがニッケル不足に陥ると、「ネズミの耳」[mouse ear] と称される葉の萎縮を患うことが知られるだけである。この症状は、ニッケルを必要とするウレイドの分解が阻害されることにより、窒素代謝およびアミノ酸や有機酸の代謝が障害を受けることによる。
蛇紋岩を母材とする超塩基性土壌（蛇紋岩質土壌 [serpentine soil]）では、ニッケルが高濃度で存在するため、ニッケル過剰が発生する。稲ではP型ATPaseの活性が低下して細胞膜の機能障害が起こる。小麦では体内で過酸化水素が発生し、根の伸長が阻害される。また、一般にニッケル過剰は鉄の欠乏を誘導する。植物体内の鉄：ニッケルの重量比が10-5以下になると鉄欠乏症のクロロシスやネクロシスが発生する。鉄の取り込みに利用されるニコチアナミンがニッケルの解毒に流用されるためであると考えられている。
ニッケル過剰の耐性には種間差があり、燕麦では土壌の交換性ニッケルが10 mg/kgで過剰害が発生するが、バレイショやカボチャなどでは50 mg/kgまで問題はない。耐性の種間差は植物のニッケル吸収の性質と関係がある。脆弱な植物では土壌中の交換性ニッケル濃度が増加すると比例して体内濃度も増加するが、耐性植物では体内濃度が上昇しにくい。
地上に乾燥重量当たり0.1 mg/kg以上のニッケルを蓄積しても障害を受けないニッケル超集積植物や、蛇紋岩質土壌に特異的に生育する蛇紋岩植物 [英: serpentine endemics] もある。これらの植物では葉中のニッケルはクエン酸との結合で無毒化させられている。タバコの耐性種ではクエン酸ニッケルが液胞に隔離されていることが観察されている。ニッケル超集積植物のAlyssum lesbiacumではヒスチジンがニッケルの地上部への輸送と無毒化に関与している。
高等植物（維管束植物）においてニッケルはNi2+イオンの形態で吸収される。吸収されたニッケルは、窒素代謝において尿素を分解するウレアーゼの賦活剤として要求される。ニッケルが不足すると有毒な尿素が蓄積し、ネクロシスを引き起こす。下等植物においては、さまざまな酵素の賦活剤であり、また、一部の酵素の補因子として亜鉛や鉄の代替となる。

### モリブデン
モリブデン（Mo）は植物の要求量が最も小さい必須元素である。例えば、セネデスムス（Scenedesmus obliquus）の生細胞1個が生育に要する量はせいぜい原子10個に過ぎない。植物はMoを必要量以上に吸収しても過剰害を受けない。一方で、Moを多く吸収した牧草を食べた牛が過剰害を受けることがある。
土壌中の形態は、他の必須金属は陽イオンをとるのに対し、陰イオンであるモリブデン酸MoO42-である。このため、他の金属元素とは性質が異なる。その溶解度と土壌pHの関係においても、他がpH増大時に沈殿して減少時に溶出するのに対してMoO42-は逆の応答を示す。MoO42-が低pHで沈殿する理由は、MoO42-は鉄やアルミニウムと不溶性の塩をつくるため、低pHで鉄やアルミニウムが溶出するとそれら沈殿剤がより多くのMoO42-と会合するためである。逆に、土壌pHが上昇するとMoO42-の溶解度が増大して植物への生物学的利用能が増す。鉄やアルミニウムと塩形成することは、MoO42-がリン酸イオンH2PO4+や硫酸イオンSO42-と同じく正四面体構造であることにもよる。同様の理由から、H2PO4+と同じく土壌中で粘土鉱物や土壌有機物に強く吸着する。
Moは硝酸レダクターゼ、アルデヒドオキシダーゼ、亜硫酸オキシダーゼ、キサンチンオキシダーゼ/デヒドロゲナーゼの補因子である。これら酵素の中でMoコファクター [molybdenum cofactor] と結合しており、電子伝達を担う。また、根粒菌のニトロゲナーゼもMoを含む。以上のことから、Moはアミノ酸の合成や窒素代謝に重要である。
Moの欠乏症の症状は一般に窒素欠乏と似ており、新しい葉よりも古い葉に現れる。なおかつ、植物種によってその形態は様々である。アブラナ科は、鞭状葉 [whiptail] と呼ばれる葉の萎縮症状を呈する。発症すると葉はその面積を小さくし、左右非対称の異常な形となる。欠乏症の程度が大きい場合は、主脈だけの葉が形成されることがある。植物体内でMoは再転流しやすいため、Mo欠乏の対策として葉面散布が有効である。

## 特定植物にとっての微量要素と有用栄要素
ここでは、特定の植物にとっての必須栄養素と有用栄養素について詳述する。アルミニウムやルビジウムなど、話題には植物に対する毒性を持つ元素も含まれるが、基本的に有用性のみを記述する。

### ケイ素
植物が吸収するケイ素の形態は、電荷をもたない中性分子として土壌溶液中に溶け込んでいるケイ酸である。この溶解性ケイ酸はpH9以下で現れ、土壌溶液中に0.1-0.6 mM程度存在する。pH9以上になると、電荷を持ったケイ酸塩となる。また、ケイ酸濃度が2 mM以上となると重合してシリカとなる。ケイ酸の溶出元は、土壌中に豊富な二酸化ケイ素である。これは、岩石の主成分として土壌質量の50-70%を占める。
| 植物         | ケイ素含有率 |
| ------------ | ------------ |
| 稲           | 3.91         |
| 小麦         | 1.54         |
| カボチャ     | 1.34         |
| ズッキーニ   | 1.98         |
| ひよこ豆     | 0.30         |
| キュウリ     | 2.29         |
| トウモロコシ | 2.10         |

植物にとってのケイ素の重要性を説明する前に、植物中のケイ素の存在量を説明する。ケイ素は、土に根を下ろす全ての植物に含まれており、その含有量は植物種によって大きく異なる（下表）。被子植物ではイネ科とカヤツリグサ科が特に高い。双子葉植物では、ウリ科とイラクサ科を除いて低い。身近な植物では竹やトウモロコシやトクサがケイ素集積植物である。これらの集積能力の違いは、後述する根のケイ素吸収能力の違いに起因する。
ケイ酸含量に基づき、植物は以下の3つのグループに分類される。
- ケイ酸含量10-15% ― 湿地イネ科（水稲、スギナ）
- ケイ酸含量1-3% ― 乾燥地イネ科（サトウキビ、穀物のほとんど、双子葉植物のいくつか）
- ケイ酸含量0.5%以下 ― 双子葉植物のほとんど、特にマメ科植物

次に、ケイ素の必須性を概略的に説明する。必要とする植物は限られており、サトウキビやトクサ科植物などである。しかし、必須ではなくとも、多くの植物種で適正な量を与えるとその成長を促進する。その効果は生物的・非生物的ストレスの軽減および光合成の促進である。下にまとめる。
- 生物的ストレス耐性
  - 病害耐性
    - 稲のいもち病、胴枯れ病、紋枯病、褐斑病など
    - キュウリ、大麦、小麦のうどん粉病
    - サトウキビの輪紋病
    - ササゲのさび病

  - 虫害耐性（ニカメイガ、ウンカなど）
- 化学ストレスの緩和
  - 金属毒性の緩和（Al、Cd、As、Mn、Feなど）[15]
  - 栄養素過不足の改善（窒素過剰、リン不足など）
  - 塩ストレスの緩和
- 物理ストレスの緩和
  - 倒伏の防止[97]
  - 高温および低温耐性の向上
  - 霜害の防止[97]
  - 乾燥耐性の向上[97]
  - 放射線耐性の向上
- 光合成の促進
  - 葉の垂れ下がりの防止（直立葉、英: leaf erectness）による、葉の受光姿勢の改善および他の個体に対する遮光の防止

これらの効果は、ケイ素を多く集積する植物で顕著に現れる。一方で、あまり集積しない植物では現れにくい。光合成の促進効果は、窒素の多量投入かつ密植集約で栽培する場合に特に顕著となる。以下にケイ素の効果を各論で説明する。
病害・虫害耐性向上の仕組みは2つ提唱されている。一つは、ケイ素が組織に沈積し、物理的な障壁 [英: physical barrier] を形成して糸状菌や害虫の侵入を防ぐというものである。もう一つは、植物体内に溶け込んでいるケイ酸が抗菌性物質（フェノール化合物やファイトアレキシンなど）の生産と抗菌性酵素（キチン分解酵素、過酸化酵素、ポリフェノール酸化酵素など）の活性を高めるというものである。この仮説の中でケイ酸は、病原菌に対する宿主植物の応答を促進させる役目を担う。
物理的ストレス耐性の向上は、ケイ素が植物体内に沈積することによる。沈積は茎の稈壁の厚さと維管束の太さを増加させ、また、クチクラ蒸散を抑制して乾燥を防ぐ。これらの働きは稲の場合で典型的に効果的である。収穫期の台風による倒伏を減少させる。また、特にもみ殻の過蒸散を抑える効果があるため、沈積量が少ないと白穂が発生しやすい。
マンガン過剰の緩和はイネ、大麦、豆、カボチャで見いだされた。このマンガンストレスの軽減機構は植物種によって異なる。稲では、ケイ酸が根の酸化力を向上させることによってマンガンの過剰な吸収を抑える。大麦と豆においては、ケイ酸はマンガンの吸収に影響しないが、体内のマンガン濃度を均一化させる。カボチャでは、体内のマンガンを不活性の部位（毛茸）に局在化させることで、マンガンの過剰害を回避させる。
マンガンはアルミニウムやナトリウムの害、およびリンの欠乏・過剰も緩和する。ケイ酸は土壌溶液中のアルミニウムイオンと結合し、植物へと吸収されないようにしている。ナトリウムの取り込みの防止は、ケイ素沈積による蒸散量の減少によると考えられている。稲ではリンが欠乏している場合、ケイ酸はリンの吸収に直接影響しないが、リン酸と欠乏しやすい鉄やマンガンの吸収を抑えることで間接的に体内のリンの有効度を高める。リン酸過剰では、ケイ酸がリン酸の吸収を抑える。
続いて、ケイ素の肥料としての側面を紹介する。上述したようにケイ素は植物体を強化する。加えて、根の重量や密度を高めるとともに植物の成長や生理活性を向上させ、作物のバイオマスと収量を改善させることも見出されている。このため、多くの国で肥料として重要視されている。例えば、日本は1955年に世界で初めてケイ素を、稲の安定収量に重要な必須栄養素と認定した。米国飼料検査官協会（英: Association of American Plant Food Control Officials）(AAPFCO)は2006年にケイ素の植物有用物質としての等級を上げた。
ケイ素は、土壌中に存在する元素の中で唯一、過剰害を引き起こさない。これは、植物が通常生育可能なpH（pH9以下）において、電荷を持たない分子であるためと、ケイ素濃度が2 mMを超えると重合して植物に吸収されなくなるためである。このため、過剰害を引き起こす他の元素のように、電荷を持った塩として、細胞内に高浸透圧を作り出したり生体分子と結合したりしない。
次に、植物体内のケイ素の生理学的挙動を、根の吸収から地上部組織への分配、植物成長への寄与まで順を追って説明する。まず、根によるケイ酸の吸収である。その機構には、積極的な吸収と受動的な吸収がある。また、これとは別に、体内のケイ酸を排出する仕組みもある。これらの機構の有無は植物によって異なる。稲は積極的に吸収し、培地溶液のケイ酸濃度を素早く減少させる。キュウリは受動的に吸収し、培地中の濃度はほとんど変わらない。トマトは排除機構を持ち、水の吸収に伴いケイ酸濃度を上昇させる。ただし、これら3つの植物において、根のケイ酸輸送体のケイ酸への親和性は同程度である。取り込みの最大速度は稲>キュウリ>トマトであり、この違いは、細胞当たりの輸送体の発現量の違いに起因する。加えて稲は、導管中のケイ酸濃度は外部より濃縮されていたのに対し、キュウリとトマトではより低かった。稲は、体内での導管へのケイ酸の輸送を能動的に行うことができると予想されている。
根のケイ酸輸送体として、稲と大麦とトウモロコシでLsi1とLsi2の2つが発見されている。ケイ酸吸収欠損変異体lsi1（low silicon 1）から同定されたLsi1は、細胞の外から中へと輸送する。根の外皮と内皮の両層において、細胞の遠心側に局在する。アクアポリンと同じファミリーに属する。一方、Lsi2は内から外に向けて働き、外皮と内皮の向心側に局在する。陰イオン輸送体と似た構造を持つ。2つの輸送体の一次構造には全く相動性は見られない。共通する点は、主に根、特に基部での発現が多いことと、主根と側根に発現するが、根毛がある表皮細胞には表れないことである。これらの発現事情は根でのケイ酸吸収に関する生理学的実験の結果―吸収量は先端よりも基部でより多い、かつ、吸収に対して根毛による寄与がない―と一致する。
次に、根のケイ酸輸送体により吸収されたケイ酸が導管で地上部へと運ばれる機構を説明する。この運搬過程において興味深い点は、導管中のケイ酸濃度が20 mM以上にも達する事実である。これは、ケイ酸が重合して不溶性のシリカゲルに変化する飽和濃度（常温で2 mM）を大きく上回る。しかし、導管内のケイ素の形態は単分子のケイ酸のみである。飽和濃度以上でも重合が起こらない理由は、濃縮と輸送の過程が素早いためだと考えられている。
地上部へと運ばれた後、導管中のケイ酸は葉や茎などの組織に分配される。この分配を担うのは、導管中に分布する外向き輸送体のLsi6である。Lsi6は前述のLsi1の相同遺伝子であり、稲とトウモロコシで発見された。葉鞘と葉身の導管に隣接する木部柔組織に発現し、導管に面して偏在する。
Lsi6を介して地上部組織（葉、茎、もみ殻、果実表面など）に分配されたケイ素は、蒸散に従って濃縮され、重合して非晶性で不定形のシリカとなる。植物体内のケイ素の95%以上はこのシリカとして存在する。シリカは、クチクラ層直下のアポプラスト（クチクラ-シリカ二重層）や機動細胞、短細胞、長細胞などの細胞に沈積することが稲の葉身においてわかっている。細胞中では小胞体、細胞壁、細胞間隙に沈着する。その後、ポリフェノールと複合体を形成し、細胞壁を構成するリグニンに置き換わる。いったん沈積したケイ素はほとんど再移動しない。こうして、細胞壁をより頑強にする。
イネ科植物のケイ化細胞は植物オパールとして知られ、枯死後も土壌に残留する。植物オパールは植物種ごとに特徴的な形をしているため、考古学ではその土地に生えていた植物を推測するための手掛かりとなる。

### ナトリウム
ナトリウムは一部の植物にとっての必須または有用要素であり、植物一般の必須栄養素ではない。要求性の植物は、CAM型光合成やC4型光合成を行うものの中の、NAD-ME型とPEP-CK型である。例としてヒエEchinochloa utilis、ギョウギシバCynodon dactylon、Kyllinga brevifolia、ハゲイトウAmaranthus tricolor L.、Kochia childsii、マツバボタンPortulaca grandiflora、アフリカヒゲシバChloris gayana、キビPanicum miliaceum、ギニアグラスPanicum maximum、Panicum coloratum、オオクサキビPanicum dichotomiflorumがあり、培養液からナトリウムが除かれると枯死する。これらの植物においてナトリウムは、ピルビン酸を葉肉細胞の葉緑体へと供給する際に必要とされる。すなわち、NAD-ME型とPCK型ではピルビン酸はナトリウムとの共輸送により運搬される。一方で、NADP-ME型C4植物ではピルビン酸輸送にナトリウムを必須としない。葉緑体でピルビン酸はホスホエノールピルビン酸合成の基質になる。このほか、要求性植物ではナトリウムは光化学系IIの活性および、葉肉葉緑体の超微細構造変化の抑制に用いられる。
ナトリウムは一部の作物の生育と品質を向上させることが実証されている。例えば、ニンジンのスクロース濃度が増加する。理由はよくわかっていないが、アカザ科にはナトリウムを好む植物が多い。アカザ科のテンサイでは、カリウムが十分に施用されている場合においてもナトリウムにより生育は促進される。ドイツや北海道ではチリ硝石（硝酸ナトリウム）がよく施用される。
ナトリウムは、浸透圧調節、気孔の開閉の調節、光合成、長距離輸送における中和作用、酵素活性についてカリウムの代替となることができるが。その性質の強さによって植物は次の4つのグループに分類される。
- グループA

1. ナトリウムが大部分のカリウムの代替となることができ、ナトリウムも施用するとカリウムだけの場合と比べて生長が促進される。

- グループB

1. ナトリウムに対して特異的な反応を示すが大きな効果はない。

- グループC

1. わずかな量のカリウムの代替しかできず、カリウムだけの場合と比べてナトリウムとの施用に効果は見られない。

- グループD

1. ナトリウムはカリウムの代替とならない。

ナトリウムは葉面積の増大や水分調節を促進する。

### コバルト
コバルトは一部の植物において有用である。マメ科植物において、根粒菌（窒素固定細菌）との共生による窒素固定に要求される。コバルトが不足すると根粒菌のタンパク質合成が阻害される。コバルト要求性の非マメ科植物がコバルトを何に利用しているかは判明していない。

### アルミニウム
アルミニウム（Al）は一般に植物に対して毒性を持つが、一部の植物にとって必須な微量元素でもある。いくつかの水生植物はAlがないと枯死する。例えば、StoklasaはAl非存在下で栽培を行った結果、Glyceria aquatica（ヒロハノドジョウツナギ）は22日目に、Juncus effusus（イグサ）は56 - 69日目に枯死した。シダ類はAlを要求することが示唆されており、いくつかの種は胞子の正常な配偶体の形成に必須とする。少なくとも、3種類のシダ：Alsophila australis（マルハチ類）Aspidiumu filis-mas、Polypodium proliferum（ウラボシ類）はAlなしで正常に生育できない。
茶はAlの毒性に耐性を持ち、むしろAlの施用で成長が促進される。アルカリ性土壌で茶の樹は激しいクロロシスを示すが、これはAlの注射により消失し、また、鉄の注射では改善しない。これは、銅、マンガンあるいはリンの毒性を防ぐためである。加えて、根腐れを引き起こす真菌を殺菌する働きがあることが報告されている。
必須性は証明されていないが、Alの添加で一部の植物の生育がよくなる。小麦、大麦、燕麦、およびDeschampsia flexuosa（コメススキ）といった若干の草本類がそうである。Alの添加は、無添加条件と比べてキビの種実収量を大幅に増加させる。Sommer（1926）の栽培実験では、無添加条件で収量は0.2 gだったのに対し、添加条件で4.98 gだった。
Znamenskijは、種名が同じ小麦の2変種でAlに対する反応が異なることを発見し、このことが水分の要求度の違いによるものである可能性を報告した。低濃度の硫酸アルミニウムAl2(SO4)3は、要求度が低い乾生Triticum vulgare var. ferrugineum 81/4の生育は抑制されるが、要求度がより高い中生var. pceudohostianum 330/16の生育は逆に促進される。このときのAl濃度は中生小麦の呼吸を刺激し、乾生小麦の呼吸を阻害する。なお、Al2(SO4)3が高濃度の場合、両方の生育は悪化する。
現在のところ、Alのみを要求する金属酵素は発見されていない。しかし、Alは若干の植物酵素に対して非特異的な活性物質である。アスコルビン酸酸化酵素に対しては特異的に活性化させる。ピリドキシンと多数のアミノ酸に起こるアミノ基転移反応はCu、FeおよびAlが触媒する。
Alは土壌中のPを沈殿させて植物のPの取り込み量を減少させるが、一方で、大麦とサトウキビはAlの影響でPの吸収を旺盛にすることがある。Alはリン酸化の反応に影響せず、糖エステルとヌクレオチドの含量を増加させない。エンドウにAlを施用すると全く施用しない条件と比べて大型の根粒がより多く発達する。Alの影響を受けたエンドウの根粒の多くは異常に伸長しており、その細胞の数は非常に多い。このような根粒では、Al無施用条件での根粒と違ってデンプンがデンプン鞘に集中しておらず、様々な組織に分散している。Sestakovによるとこのことは、Alが根粒におけるデンプン代謝に強く影響する証拠である。Alは不利な環境条件（旱魃、高温、低温、および土壌の塩類集積）に対する植物の抵抗性の強化に重要である。ヒマワリの種子を播種前にAl2(SO4)3で処理すると、水分欠乏の際の生長点でRNAとDNA含量は好影響を受ける。このとき、リボヌクレアーゼの活性は低下する。この効果が、Alが植物の耐乾性を高める理由だと考えられている。

### バナジウム
バナジウムはいくつかの植物において、Moの代替として非常に低濃度で必要であることが示唆されている。農業上は、アゾトバクターの生育を促進することで植物成長に貢献する。

### セレン
一般的にセレン（Se）は植物にとって有毒であるが、一方でごく一部の植物（Se濃縮者 [英: seleniferous vegetation]）の生長を促進する。例えば、土壌濃度1-27ppmのSeはレンゲ属Astragalus racemosusとA. pattersoniiの生育を促進する。Se濃縮者のA. pectinatusとAplopappus fromontiiは、Seを含まない土壌には全く見られない。このことから、Se濃縮者にとってSeは必須栄養素であると予想されている。
Se濃縮者は二つのグループに分けられる。第一のグループはSeをよく吸収し、体内で利用している。レンゲ属Astragalus racemosus、A. pectinatus、A. bisulcatus、A. grayii、A. perhaps、Stanleya pinnata、S. pinnata、Aplopappus fromontii、Aster parryiなどが含まれる。第二のグループは、Seを生化学的に利用しないが、高Se土壌で顕著に生育する。Seの毒にほぼ完全に影響されず、また吸収もする。このグループにはシオン属Aster ericoides、A. fendleri、Gutierrezia sarothrae、Helianthus annuus（ヒマワリ）、オカヒジキ属Salsola pestifer（ロシアアザミ）などがある。
Seを蓄積しない植物種の生長もSeは刺激する場合がある。非Se蓄積植物のソラマメ、芥子菜およびキビの土壌栽培で、Seはその収量を大幅に増やす。レンゲ属のSe濃縮者からの抽出液はイネ科植物の生長を良くする。
高Se土壌には、Se濃縮者とともに非Se蓄積植物も生育している。このような植物はSeを極めて微量にしか含んでいない。レンゲ属（Astragalus）の中には非Se蓄積種も存在する。Se濃縮者のA. racemosusとA. bisulcatusのSe蓄積量は乾重量当たり1,000 mg/kgであるのに対し、同一土壌条件でA. nissouriensisの蓄積量は1-5 mg/kgに過ぎない。
植物はしばしばSeの無機化合物からよりも有機化合物からSeを多く摂取している。Painter（1941）の説によると、種子にSeが蓄積する際、タンパク質中のSと入れ替わる。生物はSe依存性のグルタチオン過酸化酵素が存在する。

### リチウム
海藻を含む海生生物はリチウム（Li）を著しく多く含む。Li濃度は紅藻類のAnodimenia palmatoやChara hispidaで比較的高く、Zostera nana、Z. marinaおよびRuppia spiralesで高い（66-100 mg/kg生体重）。褐藻類ではLi濃度はルビジウム（Rb）濃度の18分の1である。
陸生植物にも、Liを体内に多く含むもの（Li濃縮者）が存在する。Li濃縮者の植物相も発見されている。この植物相にはRanunchlaceae（キンポウゲ科）やSolanaceae（ナス科）の若干の種が属する。キンポウゲ科の代表種はLiを1 g/kg（灰分重）、ナス科植物の代表種は9 g/kg含む。この2科および他の科のLi濃縮者（例えばCirsium vulgare（アザミ））は、Liに富む土壌を好む。Labiatae（シソ科）の薄荷とMalvaceae（アオイ科）の綿は、Li濃度が高い土壌でだけLiを吸収する。Gramineae（イネ科）やCruciferae（アブラナ科）はLiに富む土壌で生育しない。Leguminosae（マメ科）を含めて多数の科の植物はLiを少量しか吸収しないが、Li濃度が高い土壌でも生育できる。Solicornia（アッケシソウ属）の代表種は多量のLiを体内に蓄積する。このことはLiが土壌の塩類集積と関連することを示唆する。
その植物の種や土壌中のLi濃度により植物体内の濃度は大きく変動する。ザラフシャン渓谷の土壌は高いLi濃度を有し、そこに生育する植物のLi含量は0.01-9,000 mg/kgと多様である。この土壌にLiを施用するとタバコ（Nicotiana tabacum）下葉のLi濃度は大幅に増加し、Ezdakovaの実験では灰分換算で20.3 g/kg、乾燥重量換算で6.1 g/kg相当に達した。
Li濃縮者にはLi嗜好性の植物があり、これらの植物にとってLiは必須元素である。嗜好性植物には例えばN. tabacum、Datura stramonium（チョウセンアサガオ属）、Hyoscyamus niger（ヒヨス）などがある。クコ属のLi嗜好性植物（Lycium ruthenicumとL. turcomanicum）は、中央アジア河谷の氾濫原にて高Li濃度の土壌で森林を形成している。好塩性の植物はLiを必須とする可能性がある。ただし、Liはすべての植物にとって必須ではない。
カルボン酸およびサリチル酸リチウムは足部通風などの病気の治療薬として使われている。医療用の薬草の中にはLi濃縮者が存在する。これらの薬草の高Li含量が薬効と関連するものと推測されている
Liは一部の生物で窒素含有化合物の代謝にかかわる。クロロフィラーゼの活性は、塩類中でLiCl2によってもっとも活性化される。特に、タバコとヒマワリで著しく効果は高い。Liはテンサイの葉で、特に糖の蓄積期におけるインベルターゼの活性を著しく高め、葉から根への糖の転流を著しく促進する。Liはタバコ、バレイショおよびコショウの葉の光合成に好影響を与える。
一部の植物でLiはアルカロイドとその前駆体の生合成を制御する。土壌への施用はタバコの葉と根でニコチン含量を増加させる。チョウセンアサガオの葉は一定量のLiを与えられると、トロパンアルカノイド（ヒスタミンとヒヨスチアミン）の生合成を促進させる。このトロパンアルカノイドおよびその前駆体（フェニルアラニンとオルニチン）含量はLi含量と密接な依存関係にある。キンポウゲ科）やナス科に属する多くのLi嗜好性植物はアルカロイドを生産する。Datura stramonium（チョウセンアサガオ）の葉では、Liが存在しない条件でアルカロイド含量は極めて低くなる。
Liは強い水和力を持ち、アルカリ金属中、水溶液で最大のイオン半径を持つ。GrinčenkoとGolovinaの説によると、細胞内にLiが現れると遊離水と結合水の量が増加する。実際、Liの影響で植物組織の保水力は増加し、また、コロイドと結合する水の含量は増加する。親水性Liイオンは原形質におけるコロイドの化学的性質（細胞内のコロイドの大きさと膨張速度）と水の状態に重大な影響を与える。
Liは植物の耐病性を強化する。土壌に0.003%のLiが存在するとき、小麦うどんこ病に対する小麦の感染性は減少する。この際、病原の菌類の菌糸の成長と分生子発芽は止まらない。このため、Liは菌類に直接作用せず、寄主植物の物質代謝を変化させると考えられている。
一部の植物でLi塩は植物の形態発生に影響を及ぼす。セツブンソウ属Eranthis hiemalisの胚が炭酸リチウムLi2CO3で処理されると、子葉は合着する。ナデシコにLi塩溶液を数年間、与えるとそのがく弁は合着する。Dianthus uzbekistanicusはLi含量が高いとき、様々な形の花弁と色の花冠を持つ。
Li塩がDNA合成を阻害する場合がある。タマネギの場合、Liのこの効果により根の分裂組織における有糸分裂は攪乱され、奇形変化することがある。

### ストロンチウム
褐藻類は海水からストロンチウム（Sr）を摂取することが知られている。ヒバマタ属Fucus serratusは海水の40倍、Ascophyllum nodosumは20倍、コンブ属Laminaria digitataは14倍の体内濃度を有する。地上の植物では、若干の種がSrを必須元素とする。モモの樹におけるクロロシスは、葉にSrClの希薄溶液を散布すると治癒する場合がある。マメ科植物はSrをイネ科植物の3倍含む。一般に、葉は植物体で最もSrが豊富な部位である。
動物と一部の植物での体内Sr濃度はCa濃度と相関関係にある。イガマメなど、Ca要求性が高い植物はSrをCaの一部と代用することができる。燕麦は、中性土壌でCa不足に陥っているとき、SrCO3を施用されると生育を回復させる。トウモロコシもSrをCaの一部と代替できる。
イネ科植物では、燕麦と小麦においてSrの影響でCa含量は増加する。大麦ではこの現象は観察されない。T. Walshによると、SrCO3がCaCO3の代替となることができる土壌条件は、pHが低い場合である。このことから彼は、SrCO3は酸性土壌に対する中和作用のみをCaCO3と代替していると考えた。一方、HemfriとVinsentは、代替作用はCaの細胞壁構成を含むと主張した。彼らは、Rhizobium tripoliiがSrをCaの代用とし、Ca欠乏培地で正常に生育することを発見した。

### ルビジウム
ルビジウム（Rb）は多くの植物に含まれている。若干の藻類はRbを濃縮する。例えば、コンブ科マクロシスチス属（Macrocystis）は乾燥重量当たり130 mg/kgのRbを、褐藻類は灰分当たり19-120mg/kg、生体重量換算で1.1-5.1 mg/kgのRbを含む。しかし、現在まで、Rbを必須とする植物はテンサイしか発見されていない。
Rbは低K条件で部分的にKの代替となる。この効果はP濃度が高い場合には見られない。このことは、リンとRbに拮抗関係があることを示唆している。植物の吸収においてRbの挙動はKのそれと完全には一致しない。暗所のアオサ（Ulva lactuca）でKの吸収量の減少は明所と比べて50%低かったが、Rb吸収の減少幅は25%だけだった。アオサにおいて、KとRbの吸収の違いは液胞膜で最も大きく、細胞膜で小さかった。ジュズモ（Chaetomorpha darwinii）では、液胞膜と細胞膜で差異はなかった。
K代替効果はNaの存在に影響される。Naもまた、K代替効果を持つためと考えられている。Naが存在しないとき、Rbはテンサイの乾燥重量と糖含量を増加させる。しかし、根圏中にNaが存在する場合、Rbのこの効果は見られない。また、RbとNaはテンサイの葉柄から葉身へのKの転流を促進させる。K不足による大麦のプトレッシンの形成・蓄積とアミノ酸濃度の異常な増加はRbとNaにより著しく改善される。さらに、一般に、植物においてRb、Na、MgおよびMnはKの代わりにピルビン酸リン酸化酵素を活性化させる。このため、効率は悪いが、光合成的リン酸化でRbはKの代替となる。
RbはNaよりも広い範囲でKの代替となることができる。可逆的ピロリン酸化を触媒する酢酸CoAリガーゼにおいてRbとNH3はKの代替となるが、Naはならない。理由として、化学的に見てRbはNaよりもKとの違いが小さいためと考えられている。例えば、Kとのイオン半径の差はNaで33%だが、Rbでは11%に過ぎない。
Rbといくつかの微量要素は発芽種子に対して生長促進効果を持つ。Rb、CsおよびNiは酸素の吸収を増加させる。また、タンパク質代謝に影響を与え、貯蔵物質を変化させ、構造および触媒タンパク質の蓄積を強化する。RbとCsは酸化還元過程を活性化させ、有機酸の産生を促進させる。Rbはペルオキシダーゼ、リパーゼ、イソシトリコスクシナート-α-ケトグルタラートデヒドロゲナーゼ、Cs-ペルオキシダーゼ、イソシトリコデヒドロゲナーゼの活性を高める。

### ヨウ素
ヨウ素（I）は多くの植物に含まれている。若干の藻類はIの濃縮者である。コンブ属Laminaria digitataの体内I濃度は海水中の3万倍を超える。Iはトウモロコシ、ホウレン草、トマトおよびライグラスの生長を刺激する。

### チタン
イシモLithothamnia sp.はチタン（Ti）を海水中濃度の数百倍から数千倍以上の濃度で含む。今まで見つかった中で最高の植物中Ti含量は2×10-3%である。Tiは強力な還元剤である。Tiは葉緑体の合成に関与する。
Tiは根粒菌とアゾトバクターの発育に好影響を与える。5-10 g/Lの二酸化チタンTiO2は最もAzotobacter vinelandiiの生育を向上させる。このとき、TiO2を与えなかった場合と比べて菌数は数倍となる。TiO2はアゾトバクターの細胞壁の透過性を高め、基質輸送を促進していると考えられている。

## 歴史
フランドルの化学者ヤン・ファン・ヘルモント [J. B. van Helmont] は17世紀初めに科学的な実験を行い、植物の成長は水だけの吸収によると結論付けた（水説）。この時の実験では、正確に秤量した土を入れた植木鉢で柳が生育させられ、5年後に柳と土の重量が秤量された。その結果、植物体重量は倍増したのに対し、土壌重量は変化しなかった。ヘルモントの実験の後、18世紀前半の1731年にイギリスのジェスロ・タル [Jethro Tull] が、植物は水だけでなく土壌粒子も吸収するとする土粒子説を提唱した。著書『中耕農業』（1731年）においてタルは「作物の根は植物の口であり土壌の微粒子を水と一緒に吸収する。葉は植物の肺であり呼吸や水分の排出を行う。植物の栄養物は土であり、だから植物が土を食べやすいように根と土の接触面を増やすべく土壌を細分化することが重要だ」と書いた。タルの農業理論と方法論は、ジャーナリストのアーサー・ヤングの紹介により普及した。
17世紀後半にジョゼフ・プリーストリー [Joseph Priestley] は植物が酸素を発生させること、ヤン・インゲンホウス [Jan Ingen-Hausz] はこの酸素発生に光が要求されることを示した。スイスのニコラス・テオドール・ド・ソシュール [Nicolas-Théodore de Saussure] は、植物が明所で二酸化炭素を吸収し酸素を放出することを定量的研究で証明した。光合成による大気中炭素の吸収の発見である。ただし、ド・ソシュールもまた、植物体を構成する炭素のすべてが光合成で賄われているとは考えず、後述の腐植説を支持した。
18世紀後半にスウェーデンの化学者ウォレリウスは原初的な腐植説を唱え、当時、土壌の肥沃性の実体と考えられていた地脂が腐植（フムス）であるとした。また、ドイツ人アルブレヒト・テーア [英: Albrecht Thaer] は『合理的農業の原理』（1812年）を著したが、この著作中により腐植説を流布した。ただし、ここでいう腐植とは、現在定義されているものとは異なる、土壌中の有機物とミネラル分を合わせた物質群のことであった。当時、植物は土壌有機物を根から吸収し、植物体はすべからく土壌有機物由来の成分によって構成されると考えられていた。カリウム、カルシウム、マグネシウムといったミネラルは、土壌有機物の吸収を促進する働きがあると信じられていた。
19世紀前半に入って、植物の栄養は土壌中の無機栄養であるとする無機栄養説が現れる。1834年、アルザスのジャン・バティスト・ブサンゴー [Jean-Baptiste Boussingault] は、植物の構成炭素はすべて光合成による二酸化炭素の固定に由来することを証明した。彼は、ド・ソシュールの定量分析を取り入れた圃場試験を行い、収穫物と施用した堆肥の構成元素をすべて分析して栄養元素の収支表を作成した。この結果、前述の二酸化炭素の同化、マメ科作物が大気中の窒素を利用すること（窒素固定）、輪作が(使用した作物において)必要なことを示した。同時代のカール・スプレンゲル [英: Carl Sprengel] は、植物は土壌中の無機元素すべてをスポンジのように吸収するのではなく、必要な元素のみを選択的に摂取すると主張した。また、作物の生育は、最も不足している必須栄養元素の吸収量によって決定するという「最少養分律」 [英: Law of minimum] を提唱した。さらに、ドイツの化学者ユストゥス・フォン・リービッヒ [J. von Liebig] は『農業と生理学への化学の応用』を著し、無機栄養説を主張した。植物栄養の正体は土壌中の無機栄養と大気中の二酸化炭素で決着し、リービッヒは植物栄養学の開祖と呼ばれるようになった。ただし、リービッヒの学説がすべて正しかったわけではない。この著作で「窒素は空中からアンモニアの形態で供給されるので作物に施肥する必要はない」と主張し、さらに、家畜尿から生成する硝酸イオンが腐植（当時は、植物に吸収される土壌中栄養素の総称）の窒素栄養素の正体であるとするグラウバー [J. R. Glauber] の考えを否定した。
リービッヒの、窒素栄養素は大気中から供給されるとする（誤った）理論に対し、イギリス人ロウズ [John Bennet Lawes] は小麦の生育は窒素施肥に反応すると信じていた。彼は反証のためにギルバート [Joseph Henry Gilbert] とともに栽培実験（ローザムステッドの長期圃場試験 [Rothamsted Research]）を開始した。この結果に基づき、大気中のアンモニア供給量はごくわずかであり到底作物の生育に足りない、ゆえに「窒素肥料こそが穀物の収穫を規定する」と主張した。しかし、両者ともに互いの理論を証明する確かな証拠を持っていなかったため、両者の論争は10年に及んだ。ローズとギルバートは、リービッヒを「現場の農業を知らない理論ばかりの学者」と非難した。これに対しリービッヒは「生涯にただの一度も化学の教科書を手にしたこともなく、ぶっ掛け試験ばかりを繰り返している連中に、科学的な思考などできるはずがない」 と軽蔑した。
ユリウス・フォン・ザックス [J. von Sacks] とウィルヘルム・クノップ [Wilhelm Knop] らは水耕栽培を開発した。この成果は、植物が無機栄養を土壌溶液から吸収すること、土壌の固相は養分の吸収に必要ではないことを示している。1860年、10元素（炭素、酸素、水素、窒素、リン、カリウム、硫黄、カルシウム、マグネシウム、鉄）が植物の生育に必須であるとする必須十元素説が確立した。
リービッヒおよびロウズとギルバートの論争の後、微生物が土壌の物質循環の主役であることが知られるようになった。土壌微生物によって堆肥からアンモニウムイオンが生成することが示され、土壌中の有機物が窒素の供給源であることが明らかとなったのである。1886年、ヘルリゲル [Hermann Hellriegel] とウィルハース [Hermann Wilfarth] はマメ科植物の根粒に微生物が共生し、この微生物が窒素固定を行っていることを発見した。1877年、現在では硝化作用として知られる、アンモニア硝化細菌と亜硝酸酸化細菌によるアンモニアから硝酸イオンまでの2段階の酸化反応をシュレシングとムンツが見つけた。ローザムステッドの研究員ワーリントン [R. Warigthon] は二人の発見を追試験し、さらに、土壌中の有機物が無機化されることを突き止めた。
1788年、野生のヒメウイキョウや様々な木本植物の灰分中から世界で初めてMnが発見された。BertrandとRosenblattら（1921）はあらゆる植物にMnは含まれていることを示した。植物におけるMnの生理的役割を調べる研究は19世紀から始まっている。
1816年、Buchholtzによって動植物に銅は普遍的に存在することが示された。1931年、Sommerは銅が植物にとって必須栄養素であることを証明した。こののち、銅は植物栽培で、特に可給態の銅が乏しい泥炭質沼沢地土壌に施用されるようになった。
1869年、RaulinはクロコウジカビにZnが必須であることを立証した。その後、Maze（1915）やSommer（1928）などの研究により、Znが植物一般に必須であることが明らかとなった。Ambler（1939）は、亜鉛に対する感受性は種間だけでなく、変種間においても大きく異なる場合があることをインゲン（Phaseolus vulgaris L.）の二つの変種を用いて示した。
1873年に初めてリチウム（Li）が植物体内に存在することは報告された。20世紀中期に、海藻を含む海生生物はLiを著しく多く含むことが示された。その後の研究で、陸生植物にもLi蓄積性・嗜好性植物が存在することが明らかとなった。
ホウ素が必須栄養素であることはキャサリン・ワーリントン [Katherine Warington] により1923年に初めて報告された。1996年にホウ素は細胞壁の構成要素であることが明らかとなった。
1995年に植物の硫酸イオン輸送体分子が初めて発見された。この2つの分子はマメ科植物Stylosanthes hamataから同定され、SHST1とSHST2と名付けられた。同年、これの分子が硫酸イオン輸送体であることは、酵母の相補試験で証明された。シロイヌナズナからは硫酸イオン輸送体は2000年に初めて単離された。